# Liste der Biografien/Nak
Liste der Biografien |
Portal Biografien |
Personensuche
# |
A |
B |
C |
D |
E |
F |
G |
H |
I |
J |
K |
L |
M |
N |
O |
P |
Q |
R |
S |
T |
U |
V |
W |
X |
Y |
Z |
?
 
Na |
Nb |
Nc |
Nd |
Ne |
Nf |
Ng |
Nh |
Ni |
Nj |
Nk |
Nl |
Nm |
Nn |
No |
Nr |
Ns |
Nt |
Nu |
Nv |
Nw |
Nx |
Ny |
Nz
 
Naa |
Nab |
Nac |
Nad |
Nae |
Naf |
Nag |
Nah |
Nai |
Naj |
Nak |
Nal |
Nam |
Nan |
Nao |
Nap |
Naq |
Nar |
Nas |
Nat |
Nau |
Nav |
Naw |
Nax |
Nay |
Naz
Die Liste der Biografien führt alle Personen auf, die in der deutschsprachigen Wikipedia einen Artikel haben. Dieses ist eine Teilliste mit 568 Einträgen von Personen, deren Namen mit den Buchstaben „Nak“ beginnt.

## Nak
- Nak, Igor Wladimirowitsch (* 1963), russischer Politiker und Unternehmer
- Nak, Wladimir Grigorjewitsch (1935–2010), russischer Bau- und Eisenbahnmanager

### Naka
- Naka, Kansuke (1885–1965), japanischer Schriftsteller
- Naka, Michiyo (1851–1908), Begründer der modernen japanischen Geschichtswissenschaft in der späten Tokugawa-Zeit und der Meiji-Zeit
- Naka, Natsuko (* 1974), japanische Skeletonpilotin
- Naka, Riisa (* 1989), japanische Schauspielerin und Synchronsprecherin
- Naka, Yūji (* 1965), japanischer Programmierer, Spieleentwickler bei der Videospiel-Firma Sega

#### Nakaa
- Nakaayi, Halimah (* 1994), ugandische Leichtathletin

#### Nakab
- Nakabayashi, Atsumasa (* 1927), japanischer Musiker
- Nakabayashi, Chikutō (1776–1853), japanischer Maler
- Nakabayashi, Hirotsugu (* 1986), japanischer Fußballtorhüter
- Nakabayashi, May (* 1989), japanische Sängerin
- Nakabuye, Hilda Flavia, ugandische Klimaschutzaktivistin

#### Nakac
- Nakache, Alfred (1915–1983), französischer Schwimmer
- Nakache, Géraldine (* 1980), französische Schauspielerin, Filmregisseurin und DrehbuchautorinGéraldine Nakache (* 1980)

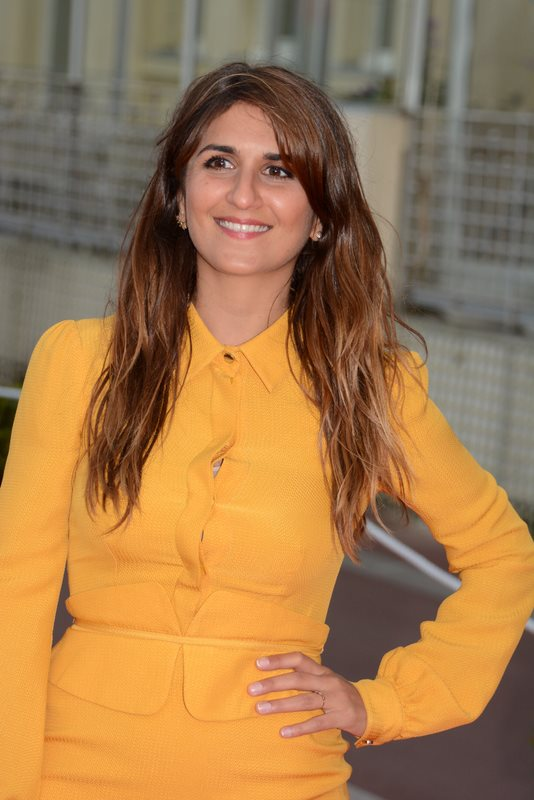
Géraldine Nakache (* 1980)

- Nakache, Olivier (* 1973), französischer Drehbuchautor und FilmregisseurOlivier Nakache (* 1973)

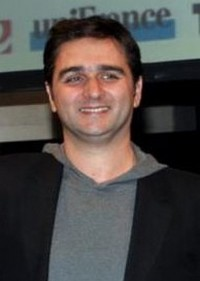
Olivier Nakache (* 1973)

- Nakachi, Mai (* 1980), japanische Fußballspielerin

#### Nakad
- Nakada, Ayu (* 1993), japanische Fußballspielerin
- Nakada, Hiroki (* 1992), japanischer Fußballspieler
- Nakada, Hiroshi (* 1964), japanischer Politiker
- Nakada, Kaoru (1877–1967), japanischer Rechtshistoriker
- Nakada, Kenji (* 1973), japanischer Fußballspieler
- Nakada, Yōhei (* 1983), japanischer Fußballspieler
- Nakada, Yoshinao (1923–2000), japanischer Komponist und Musikpädagoge
- Nakade, Hikari (* 1988), japanische Fußballspielerin

#### Nakae
- Nakae, Chōmin (1847–1901), japanischer Denker und Politiker
- Nakae, Tōju (1608–1648), japanischer Konfuzianist
- Nakaev, Deni (* 2002), deutscher Ringer

#### Nakag
- Nakagami, Kenji (1946–1992), japanischer Schriftsteller
- Nakagami, Takaaki (* 1992), japanischer Motorradrennfahrer
- Nakagawa, Fumon Shōju (* 1947), japanischer Zen-Meister
- Nakagawa, Gorōji (1768–1848), japanischer Mediziner
- Nakagawa, Hachirō (1877–1922), japanischer Maler im westlichen Stil
- Nakagawa, Hidenao (* 1944), japanischer Politiker
- Nakagawa, Hiroto (* 1994), japanischer Fußballspieler
- Nakagawa, Jun’an (1739–1786), japanischer Mediziner
- Nakagawa, Karin (* 1979), japanische Musikerin (Koto, Komposition)
- Nakagawa, Kazaki (* 1995), japanischer Fußballspieler
- Nakagawa, Kazumasa (1893–1991), japanischer Maler
- Nakagawa, Mai (* 1987), japanische Wasserspringerin
- Nakagawa, Masaharu (* 1947), japanischer Politiker
- Nakagawa, Masaharu (* 1950), japanischer Politiker
- Nakagawa, Masahiko (* 1969), japanischer Fußballspieler
- Nakagawa, Naoki (* 1996), japanischer Tennisspieler
- Nakagawa, Nobuo (1905–1984), japanischer Regisseur
- Nakagawa, Nobuteru (* 2002), japanischer Fußballspieler
- Nakagawa, Seibē (1848–1916), japanischer Bierbrauer
- Nakagawa, Seiichirō (* 1979), japanischer Bahnradsportler
- Nakagawa, Shōichi (1953–2009), japanischer Politiker
- Nakagawa, Sō (* 1999), japanischer Fußballspieler
- Nakagawa, Tatsuto (* 1998), japanischer Hammerwerfer
- Nakagawa, Teruhito (* 1992), japanischer Fußballspieler
- Nakagawa, Tomomasa (1962–2018), japanischer Arzt, Sektenmitglied und Terrorist
- Nakagawa, Yoichi (1897–1994), japanischer Schriftsteller und Dichter
- Nakagawa, Yosuke (* 1998), japanischer Fußballspieler
- Nakagawa, Yūji (* 1978), japanischer Fußballspieler
- Nakagō, Toshihiko, japanischer Spieleentwickler
- Nakagomi, Masayuki (* 1967), japanischer Fußballspieler
- Nakaguchi, Masafumi (* 1972), japanischer Fußballspieler

#### Nakah
- Nakahama, Manjirō (1827–1898), japanischer Übersetzer und Beamter während Edo-Zeit und Meiji-Restauration
- Nakahara, Aya (* 1973), japanische Manga-Zeichnerin
- Nakahara, Chūya (1907–1937), japanischer LyrikerNakahara Chūya (1907–1937)

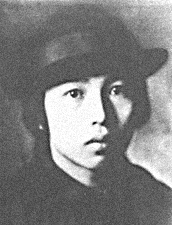
Nakahara Chūya (1907–1937)

- Nakahara, Hikaru (* 1996), japanischer Fußballspieler
- Nakahara, Hitomi (* 1961), japanische Judoka
- Nakahara, Kellye (1947–2020), US-amerikanische Schauspielerin und Malerin
- Nakahara, Mai (* 1981), japanische Synchronsprecherin
- Nakahara, Nobuko (1929–2008), japanische Architektin
- Nakahara, Shōgo (* 1994), japanischer Fußballspieler
- Nakahara, Shūto (* 1990), japanischer Fußballspieler
- Nakahara, Takayuki (* 1984), japanischer Fußballspieler
- Nakahara, Teijirō (1888–1921), japanischer Bildhauer
- Nakahara, Yūsei (* 1993), japanischer Fußballspieler
- Nakaharai, Daisuke (* 1977), japanischer Fußballspieler
- Nakahira, Kō (1926–1978), japanischer Regisseur und Drehbuchautor

#### Nakai
- Nakai, Asakazu (1901–1988), japanischer Kameramann
- Nakai, Hideo (1922–1993), japanischer Dichter und Schriftsteller
- Nakai, Hiroshi (1935–2009), japanischer Bauingenieur und Hochschullehrer
- Nakai, Hiroshi (1942–2017), japanischer Politiker
- Nakai, Kazuya (* 1967), japanischer Synchronsprecher
- Nakai, Motoo, japanischer Badmintonspieler
- Nakai, Noémie (* 1990), japanische Schauspielerin und Model
- Nakai, Riken (1732–1817), japanischer Philosoph der späten Edo-Zeit
- Nakai, Shōgo (* 1984), japanischer Fußballspieler
- Nakai, Takaharu (* 1984), japanischer Snowboarder
- Nakai, Takato (* 1999), japanischer Fußballspieler
- Nakai, Takenoshin (1882–1952), japanischer Botaniker
- Nakai, Tsuneo (* 1947), japanischer Videokünstler
- Nakai, Yoshiki (* 1983), japanischer Fußballspieler
- Nakaima, Hirokazu (* 1939), japanischer Politiker

#### Nakaj
- Nakajew, Sebastian (* 1976), deutscher Schauspieler
- Nakaji, Yuki (* 1964), japanische Manga-Zeichnerin
- Nakajima, Akiko (* 1975), japanische Opernsängerin (Sopran)
- Nakajima, Aoi (1945–1991), japanische Schauspielerin
- Nakajima, Atsushi (1909–1942), japanischer Schriftsteller
- Nakajima, Chikuhei (1884–1949), japanischer Geschäftsmann und Politiker
- Nakajima, Daisuke (* 1989), japanischer Automobilrennfahrer
- Nakajima, Emi (* 1990), japanische Fußballspielerin
- Nakajima, Gō, japanischer Pianist
- Nakajima, Haruo (1929–2017), japanischer Schauspieler
- Nakajima, Hiraku (* 1962), japanischer Mathematiker
- Nakajima, Hiroko (* 1948), japanische Kalligrafie-Malerin
- Nakajima, Hiroshi (1928–2013), japanischer Generaldirektor der WHO
- Nakajima, Hisae, japanische Jazzmusikerin
- Nakajima, Itarō (1911–1993), japanischer Sprinter
- Nakajima, Jō (* 1980), japanischer Fußballspieler
- Nakajima, Kazuki (* 1985), japanischer AutomobilrennfahrerKazuki Nakajima (* 1985)

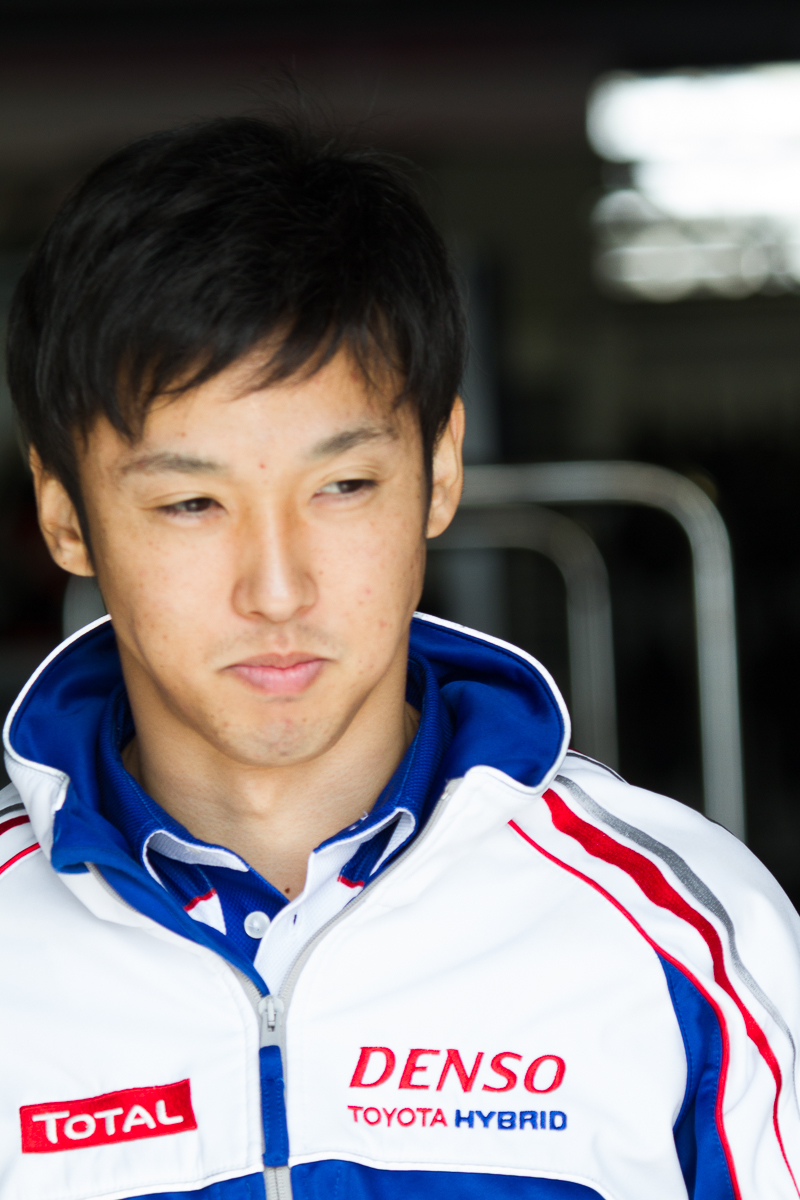
Kazuki Nakajima (* 1985)

- Nakajima, Kenzō (1903–1979), japanischer Literaturkritiker und Übersetzer
- Nakajima, Kō (1941–2025), japanischer Videokünstler
- Nakajima, Kōji (* 1977), japanischer Fußballspieler
- Nakajima, Kumakichi (1873–1960), japanischer Unternehmer und Politiker, Minister für Handel und Industrie
- Nakajima, Masao (* 1953), japanischer Jazzmusiker
- Nakajima, Megumi (* 1989), japanische Sängerin und Synchronsprecherin
- Nakajima, Motohiko (* 1999), japanischer Fußballspieler
- Nakajima, Nobuyuki (1846–1899), japanischer Politiker
- Nakajima, Osamu (1937–2013), japanisch-österreichischer Bildhauer
- Nakajima, Reiji (* 1979), japanischer Fußballspieler
- Nakajima, Riho (* 1978), japanische Synchronschwimmerin
- Nakajima, Sadao (1923–2008), japanischer Physiker
- Nakajima, Satoru (* 1953), japanischer AutomobilrennfahrerSatoru Nakajima (* 1953)

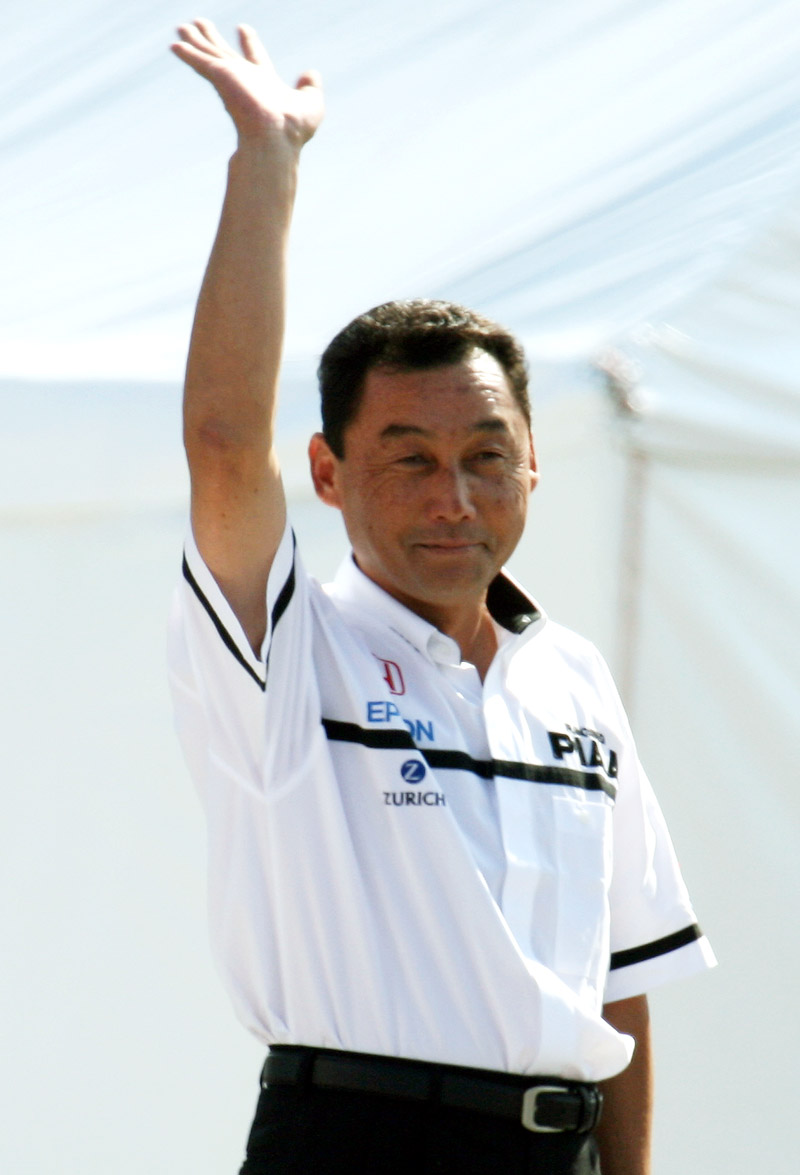
Satoru Nakajima (* 1953)

- Nakajima, Sena (* 2006), japanische Schauspielerin und Model
- Nakajima, Shigeo (* 1954), japanischer Boxer im Halbfliegengewicht
- Nakajima, Shōgo (* 1993), japanischer Eishockeyspieler
- Nakajima, Shōya (* 1994), japanischer Fußballspieler
- Nakajima, Shun (* 2002), japanischer Fußballspieler
- Nakajima, Shun’ichi (* 1982), japanischer Fußballspieler
- Nakajima, Taiga (* 1999), japanischer Fußballspieler
- Nakajima, Takaharu (* 1983), japanischer Eisschnellläufer
- Nakajima, Takanori (* 1984), japanischer Fußballspieler
- Nakajima, Takuma (* 1995), japanischer Fußballspieler
- Nakajima, Teruto (* 2001), japanischer Eishockeyspieler
- Nakajima, Tetsuzō (1886–1949), japanischer Generalleutnant und stellvertretender Generalstabschef
- Nakajima, Toshio, japanischer Manager
- Nakajima, Utako (1844–1903), japanische Dichterin, Gründerin der Dichtkunstschule Haginoya
- Nakajima, Yasuharu (* 1984), japanischer Radrennfahrer
- Nakajima, Yōtarō (* 2006), japanischer Fußballspieler
- Nakajima, Yuki (* 1990), japanische Biathletin
- Nakajima, Yuki Joseph (* 2002), japanischer Sprinter
- Nakajima-Farran, Issey (* 1984), kanadischer Fußballspieler
- Nakajō, Hisaya (1973–2023), japanische Manga-Zeichnerin

#### Nakal
- Nakalembe, Catherine, ugandische Geowissenschaftlerin und Fernerkundungsforscherin
- Nakalyango, Daisy (* 1994), ugandische Badmintonspielerin

#### Nakam
- Nakama, Hayato (* 1992), japanischer Fußballspieler
- Nakamachi, Kōsuke (* 1985), japanischer Fußballspieler
- Nakamaki, Kanami (* 1992), japanische Synchronschwimmerin
- Nakamarra, Daisy Leura (* 1936), australische Künstlerin
- Nakamatsu Yoshirō (* 1928), japanischer Erfinder
- Nakamatsu, Jon (* 1968), US-amerikanischer Pianist
- Nakamba, Marvelous (* 1994), simbabwischer Fußballspieler
- Nakami, Keiya (* 1991), japanischer Fußballspieler
- Nakamichi, Hitomi (* 1985), japanische Volleyballspielerin
- Nakamigawa, Hikojirō (1854–1901), japanischer Unternehmer
- Nakamikado (1702–1737), Tennō von Japan
- Nakamine, Hisaaki (* 1961), japanischer Curler
- Nakamitsu, Izumi (* 1963), japanische UN-Beamtin, Direktorin des UNODA
- Nakamori, Akina (* 1965), japanische J-Pop-Sängerin und Schauspielerin

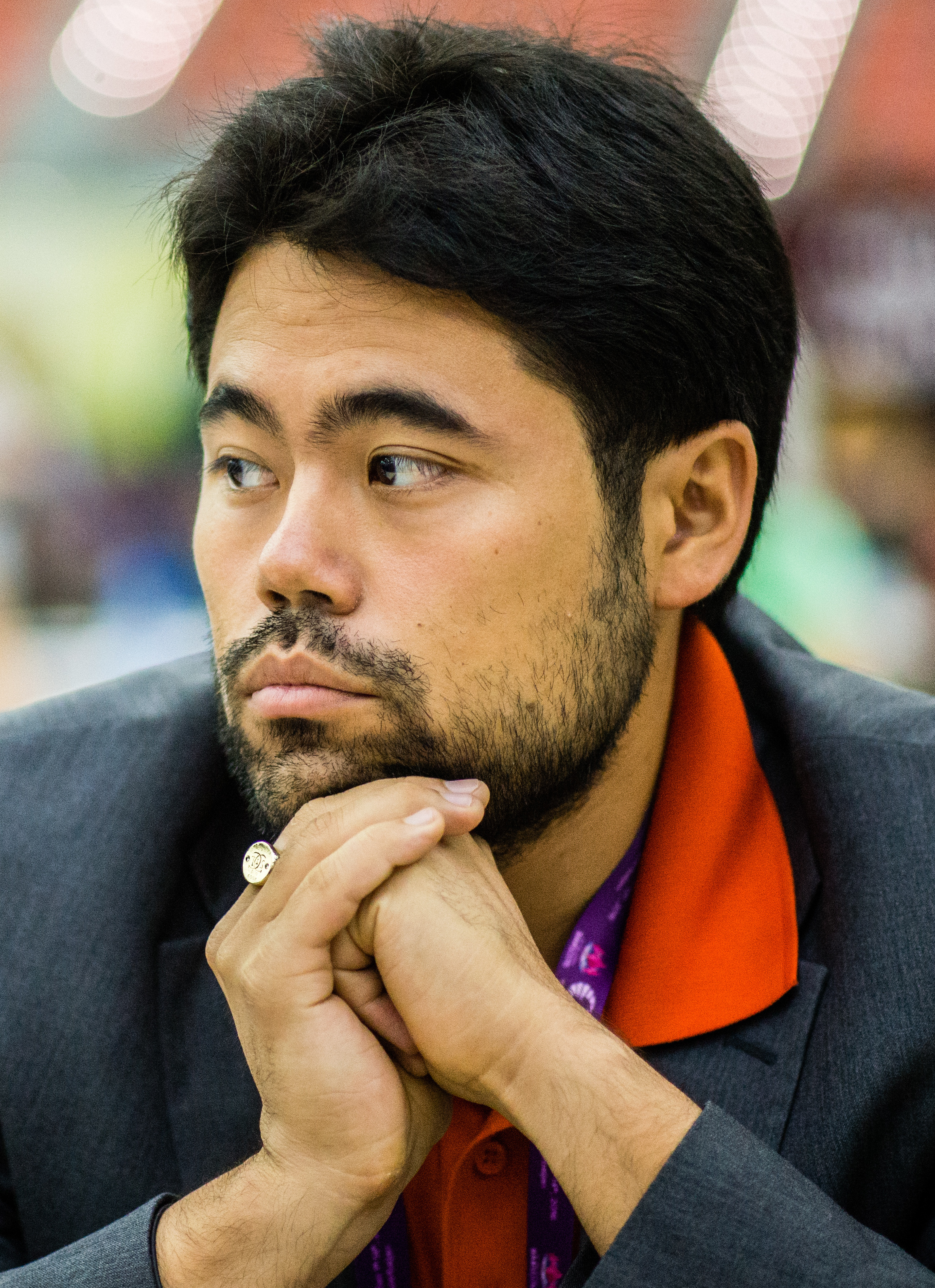
Hikaru Nakamura (* 1987)

- Nakamori, Daisuke (* 1974), japanischer Fußballspieler
- Nakamoto, Katsuya (* 1977), japanischer Freestyle-Skier
- Nakamoto, Kentarō (* 1982), japanischer Marathonläufer
- Nakamoto, Kōji (1941–2022), japanischer Schauspieler
- Nakamoto, Kuniharu (* 1959), japanischer Fußballspieler
- Nakamoto, Mari (* 1947), japanische Pop- und Jazzsängerin
- Nakamoto, Satoshi, Kryptologe und Bitcoin-EntwicklerSatoshi Nakamoto

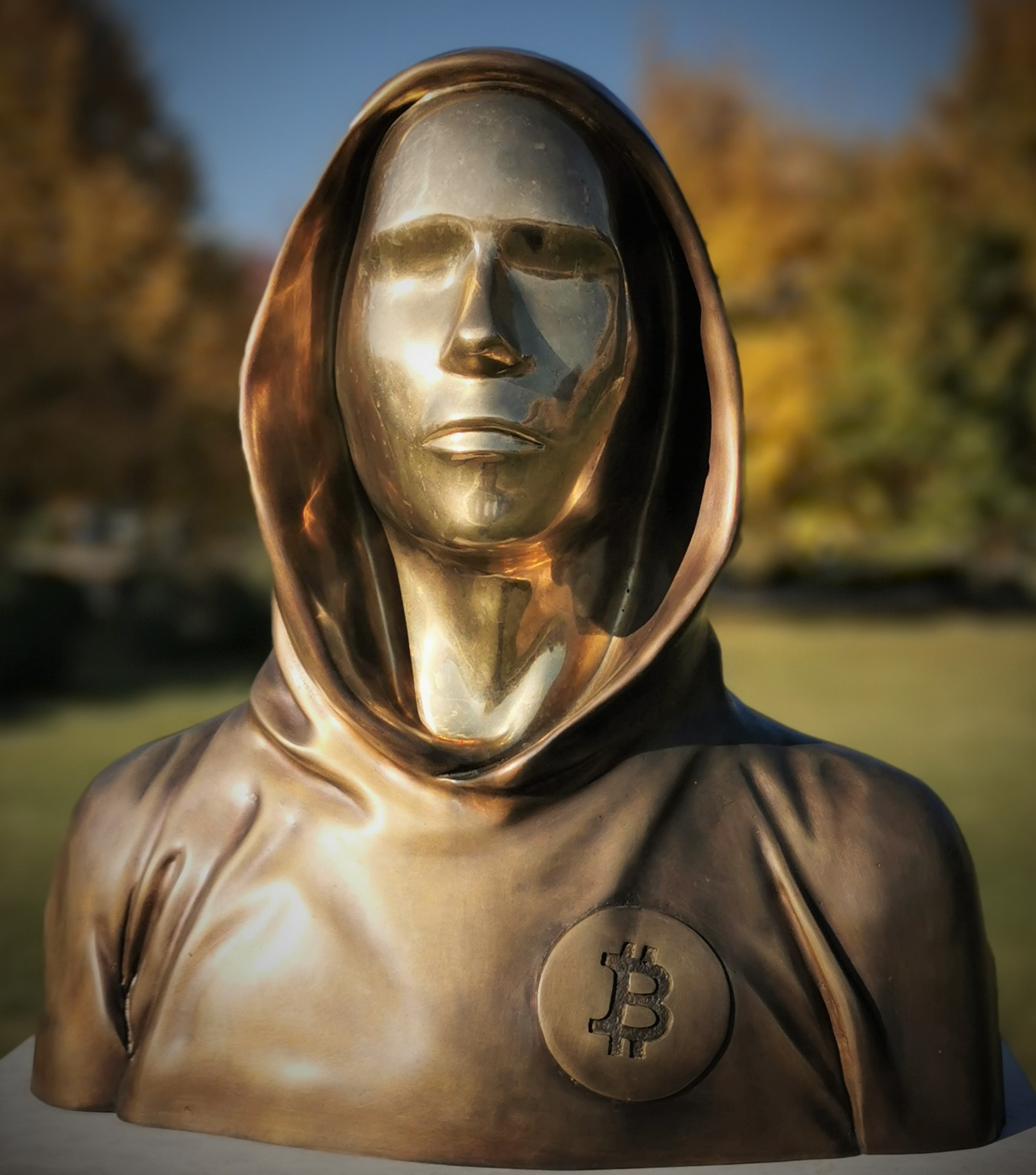
Satoshi Nakamoto

- Nakamoto, Shinji (* 1945), japanischer Bogenschütze
- Nakamoto, Suzuka (* 1997), japanische Sängerin
- Nakamoto, Tominaga (1715–1746), japanischer Philosoph
- Nakamura Utaemon VI. (1917–2001), japanischer Kabuki-Darsteller
- Nakamura, Aiko (* 1983), japanische Tennisspielerin
- Nakamura, Akihiko (* 1990), japanischer Zehnkämpfer
- Nakamura, Akimasa (* 1961), japanischer Astronom
- Nakamura, Anju (* 2000), japanische Nordische Kombiniererin
- Nakamura, Asumiko, japanische Manga-Zeichnerin
- Nakamura, Atsuo (* 1940), japanischer Schauspieler und Politiker
- Nakamura, Atsutaka (* 1990), japanischer Fußballspieler
- Nakamura, Aya (* 1995), malisch-französische RnB-Sängerin
- Nakamura, Chōhachi (1865–1940), japanischer katholischer Missionar in Brasilien
- Nakamura, Daizaburō (1898–1947), japanischer Maler
- Nakamura, Emi (* 1980), kanadisch-amerikanische Ökonomin
- Nakamura, Fumiaki (* 1981), japanischer Fußballspieler
- Nakamura, Fuminori (* 1977), japanischer SchriftstellerFuminori Nakamura (* 1977)

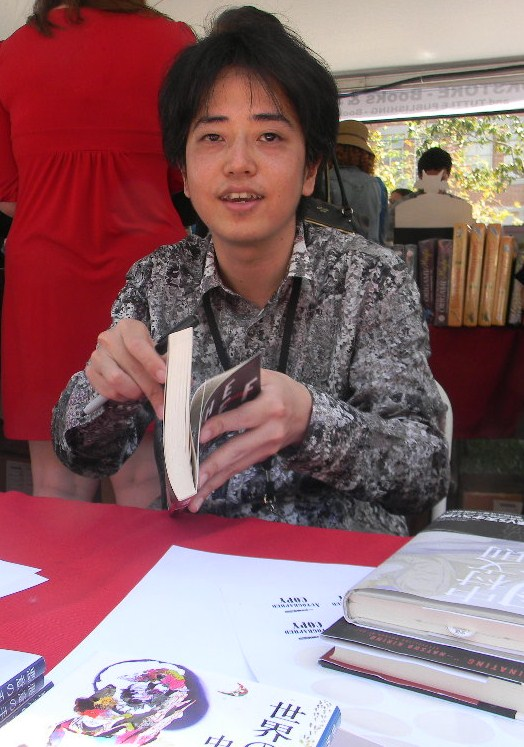
Fuminori Nakamura (* 1977)

- Nakamura, Fusetsu (1866–1943), japanischer Maler
- Nakamura, Gakuryō (1890–1969), japanischer Maler
- Nakamura, Ganjirō (1902–1983), japanischer Filmschauspieler
- Nakamura, Gō (* 1986), japanischer Fußballspieler
- Nakamura, Hachidai (1931–1992), japanischer Jazzmusiker
- Nakamura, Hajime (1912–1999), japanischer Philosoph
- Nakamura, Hayato (* 1991), japanischer Fußballspieler
- Nakamura, Hideyuki (* 1984), japanischer Fußballspieler
- Nakamura, Hikaru (* 1987), amerikanischer Schachgroßmeister japanischer AbstammungHikaru Nakamura (* 1987)
- Nakamura, Hirohito (* 1974), japanischer Fußballspieler
- Nakamura, Hiroko (1944–2016), japanische klassische Pianistin
- Nakamura, Hōdō (* 1950), japanischer Politiker
- Nakamura, Hokuto (* 1985), japanischer Fußballspieler
- Nakamura, Hotaka (* 1997), japanischer Fußballspieler
- Nakamura, Ikumi, japanische Videospielkünstlerin und Regisseurin
- Nakamura, Jirō (* 2003), japanischer Fußballspieler
- Nakamura, Kaede (* 1991), japanische Fußballspielerin
- Nakamura, Kaito (* 2001), japanischer Fußballspieler
- Nakamura, Kazuhiro (* 1980), japanischer Skispringer
- Nakamura, Kazuo (1926–2002), kanadischer Maler
- Nakamura, Kazuyoshi (* 1955), japanischer Fußballspieler
- Nakamura, Keita (* 1993), japanischer Fußballspieler
- Nakamura, Keito (* 2000), japanischer FußballspielerKeito Nakamura (* 2000)

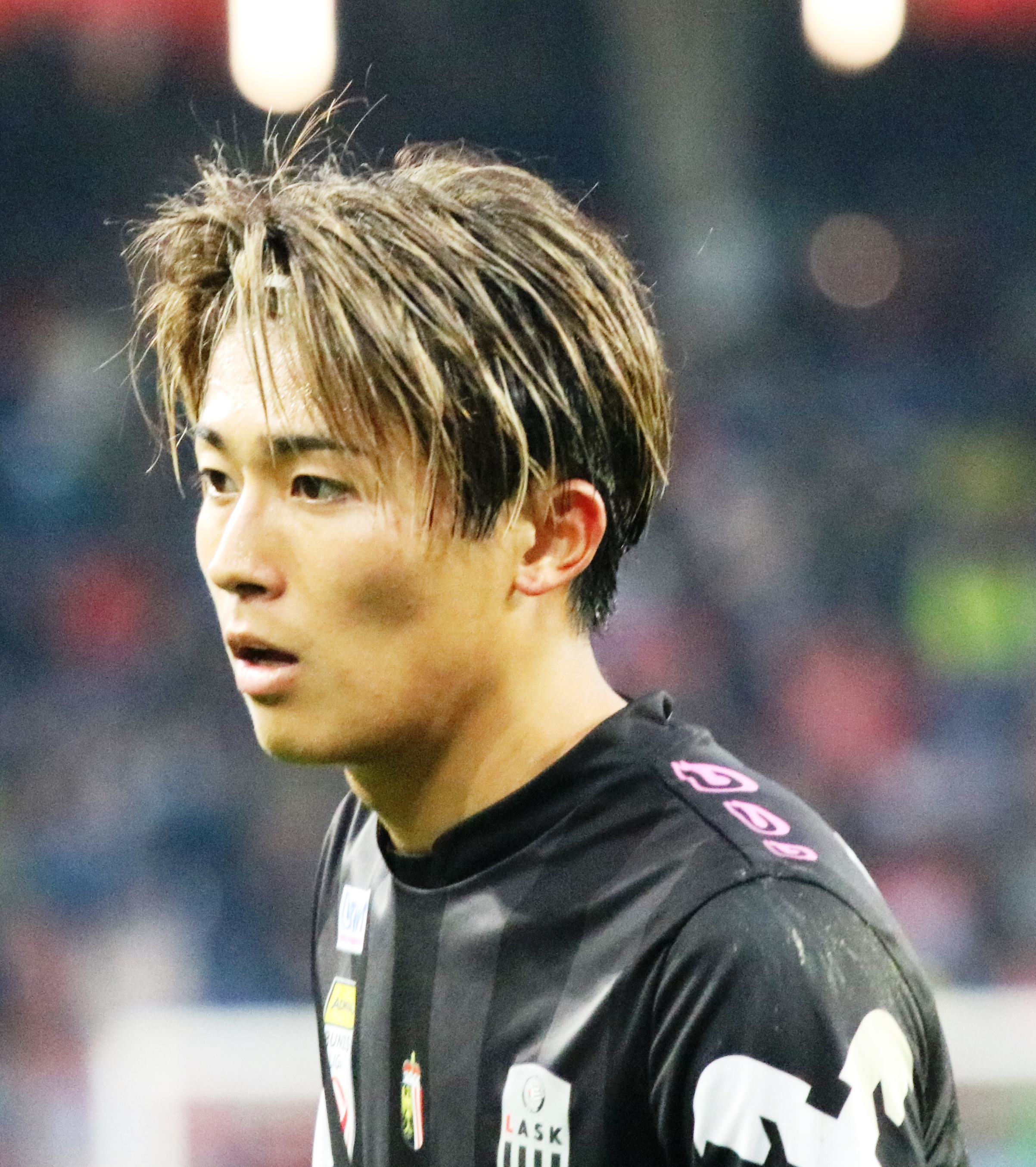
Keito Nakamura (* 2000)

- Nakamura, Keiu (1832–1891), japanischer Pädagoge und Übersetzer
- Nakamura, Kengo (* 1965), japanischer Jazzmusiker
- Nakamura, Kengo (* 1980), japanischer Fußballspieler
- Nakamura, Ken’ichi (1895–1967), japanischer Maler
- Nakamura, Kenkichi (1889–1934), japanischer Lyriker
- Nakamura, Kento (* 1997), japanischer Fußballspieler
- Nakamura, Kenzo (* 1973), japanischer Judoka
- Nakamura, Kichiemon (1886–1954), Kabuki-Schauspieler
- Nakamura, Kisato (* 1993), japanische Radrennfahrerin
- Nakamura, Kishirō (* 1949), japanischer Politiker
- Nakamura, Kiyoo (1855–1930), japanischer Meteorologe
- Nakamura, Kiyoshi (* 1971), japanischer Fußballspieler
- Nakamura, Kō (* 1920), japanische Diskuswerferin
- Nakamura, Kōki (* 1992), japanischer Fußballspieler
- Nakamura, Kōsei (* 1981), japanischer Fußballspieler
- Nakamura, Kōsuke (* 1995), japanischer Fußballspieler
- Nakamura, Kōtarō (1881–1947), japanischer General
- Nakamura, Kuniwo (1943–2020), palauischer Politiker und Präsident von Palau
- Nakamura, Kusatao (1901–1983), japanischer Haiku-Dichter
- Nakamura, Kyōga (* 1996), japanischer Fußballspieler
- Nakamura, Mai (* 1989), japanische Synchronschwimmerin
- Nakamura, Manabu (* 1977), japanischer Fußballspieler
- Nakamura, Masato (* 1958), japanischer Musiker
- Nakamura, Masaya (1925–2017), japanischer Unternehmer und Gründer von Namco
- Nakamura, Minako (* 1986), japanische Metal-Gitarristin
- Nakamura, Misato (* 1989), japanische Judoka
- Nakamura, Mitsuo (1911–1988), japanischer Schriftsteller und Literaturkritiker
- Nakamura, Mizuki (* 1996), japanische Sprinterin
- Nakamura, Murao (1886–1949), japanischer Literaturtheoretiker und -kritiker
- Nakamura, Naoki (* 1996), japanischer Skispringer
- Nakamura, Naoshi (* 1979), japanischer Fußballspieler
- Nakamura, Noboru (1913–1981), japanischer Regisseur und Drehbuchautor
- Nakamura, Nobuo (1908–1991), japanischer Schauspieler
- Nakamura, Peter Michiaki (* 1962), japanischer Geistlicher und römisch-katholischer Erzbischof von Nagasaki
- Nakamura, Reikichi (* 1916), japanischer Eisschnellläufer
- Nakamura, Reiko (* 1982), japanische Rückenschwimmerin
- Nakamura, Rimu (* 2002), japanischer BMX-Freestyle-Fahrer
- Nakamura, Ryō (* 1996), japanischer Fußballspieler
- Nakamura, Ryo (* 2002), japanischer Fußballspieler
- Nakamura, Ryōta (* 1991), japanischer Fußballspieler
- Nakamura, Ryōtarō (* 1997), japanischer Fußballspieler
- Nakamura, Seiichi (* 1947), japanischer Jazzmusiker
- Nakamura, Seiji (1869–1960), japanischer Physiker
- Nakamura, Seiji (1935–2011), japanischer Maler im Yōga-Stil
- Nakamura, Shigekazu (* 1958), japanischer Fußballspieler
- Nakamura, Shigenobu (* 1950), japanischer Komponist und Professor
- Nakamura, Shin (* 1974), japanischer Fußballspieler
- Nakamura, Shin’ichirō (1918–1997), japanischer Schriftsteller
- Nakamura, Shinsuke (* 1980), japanischer Wrestler
- Nakamura, Shinya (* 1926), japanischer Bildhauer
- Nakamura, Shōgo (* 1992), japanischer Langstreckenläufer
- Nakamura, Shuji (* 1954), japanischer ElektroingenieurShuji Nakamura (* 1954)

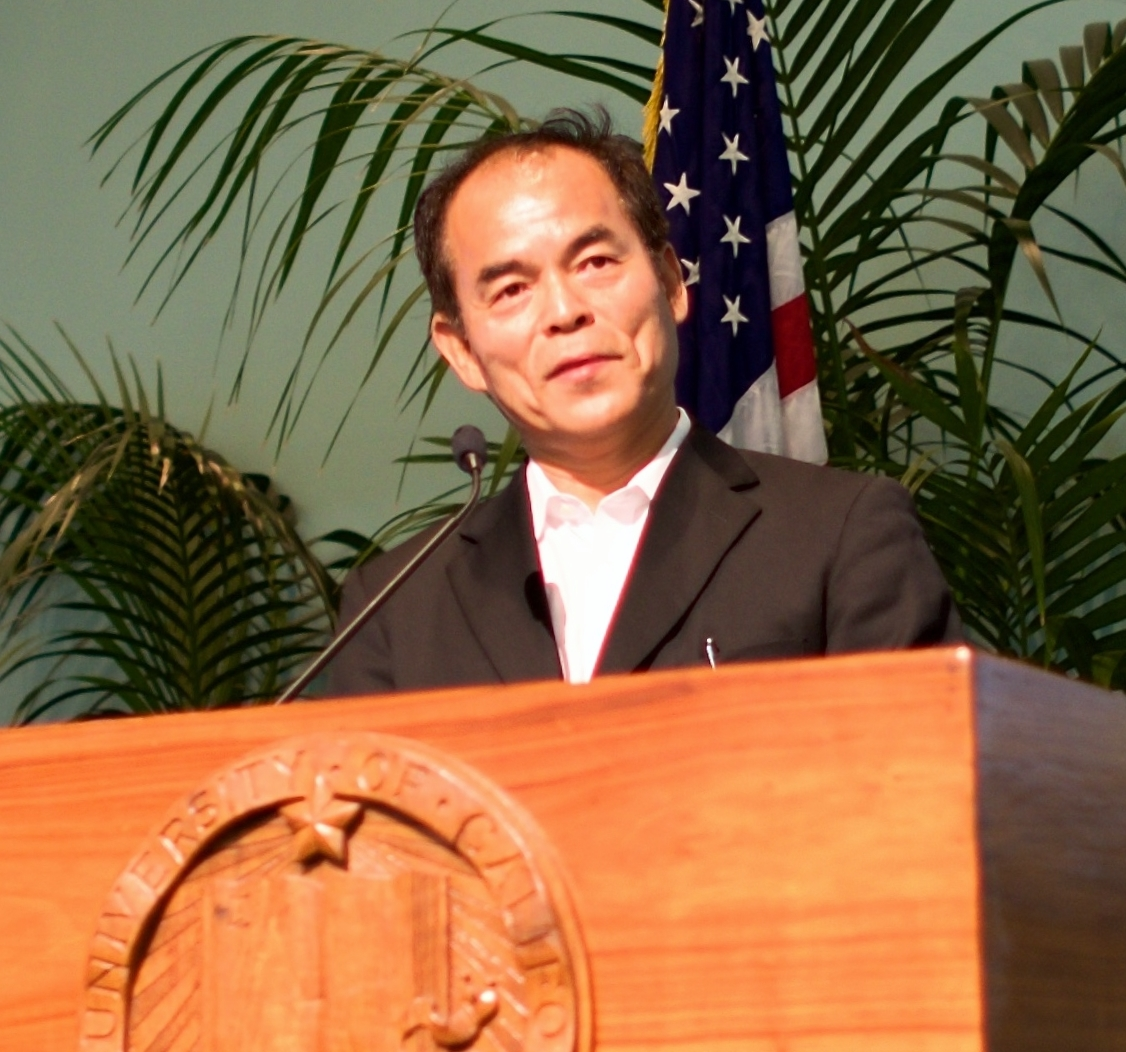
Shuji Nakamura (* 1954)

- Nakamura, Shun (* 1994), japanischer Fußballspieler
- Nakamura, Shun (* 1999), japanischer Fußballspieler
- Nakamura, Shungiku (* 1980), japanische Mangaka
- Nakamura, Shunsuke (* 1978), japanischer Fußballspieler
- Nakamura, Shunta (* 1999), japanischer Fußballspieler
- Nakamura, Sōta (* 2002), japanischer Fußballspieler
- Nakamura, Sumire (* 2009), japanische Go-Spielerin
- Nakamura, Suzy (* 1968), US-amerikanische SchauspielerinSuzy Nakamura (* 1968)

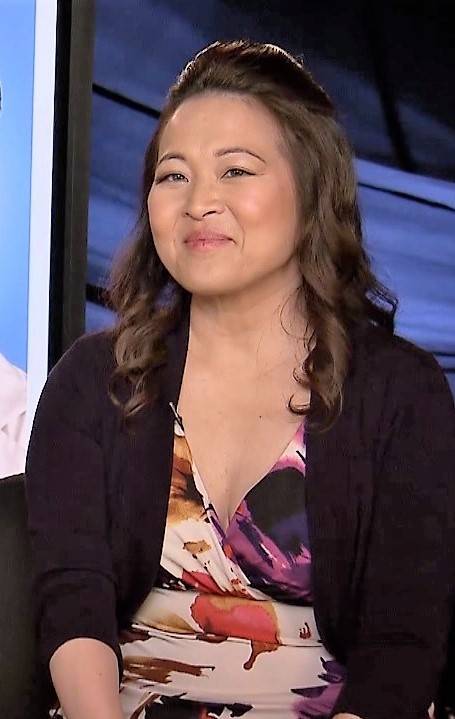
Suzy Nakamura (* 1968)

- Nakamura, Tadashi (* 1942), japanischer Kampfkunstexperte
- Nakamura, Tadashi (* 1971), japanischer Fußballspieler
- Nakamura, Taichi (* 1993), japanischer Fußballspieler
- Nakamura, Taiki (* 2002), japanischer Judoka
- Nakamura, Taisuke (* 1989), japanischer Fußballspieler
- Nakamura, Taizaburō (1912–2003), japanischer Kampfsportler
- Nakamura, Takumi (* 2001), japanischer Fußballspieler
- Nakamura, Takuya (* 1984), japanischer Eishockeyspieler
- Nakamura, Tamotsu (* 1934), japanischer Alpinist, Fotograf und Autor
- Nakamura, Tarō (1918–2011), japanischer Politiker
- Nakamura, Tatsuya (* 1945), japanischer Jazzmusiker (Schlagzeuger, Komponist)
- Nakamura, Tatsuya (* 1965), japanischer Fusionmusiker und Schauspieler
- Nakamura, Teii (1900–1982), japanischer Maler der Nihonga-Richtung während der Shōwa-Zeit
- Nakamura, Teijo (1900–1988), japanische Haiku-Dichterin
- Nakamura, Tekisai (1629–1703), japanischer Philosoph und Naturforscher
- Nakamura, Teruo (1919–1979), japanischer Soldat
- Nakamura, Tohru (* 1983), deutscher KochTohru Nakamura (* 1983)

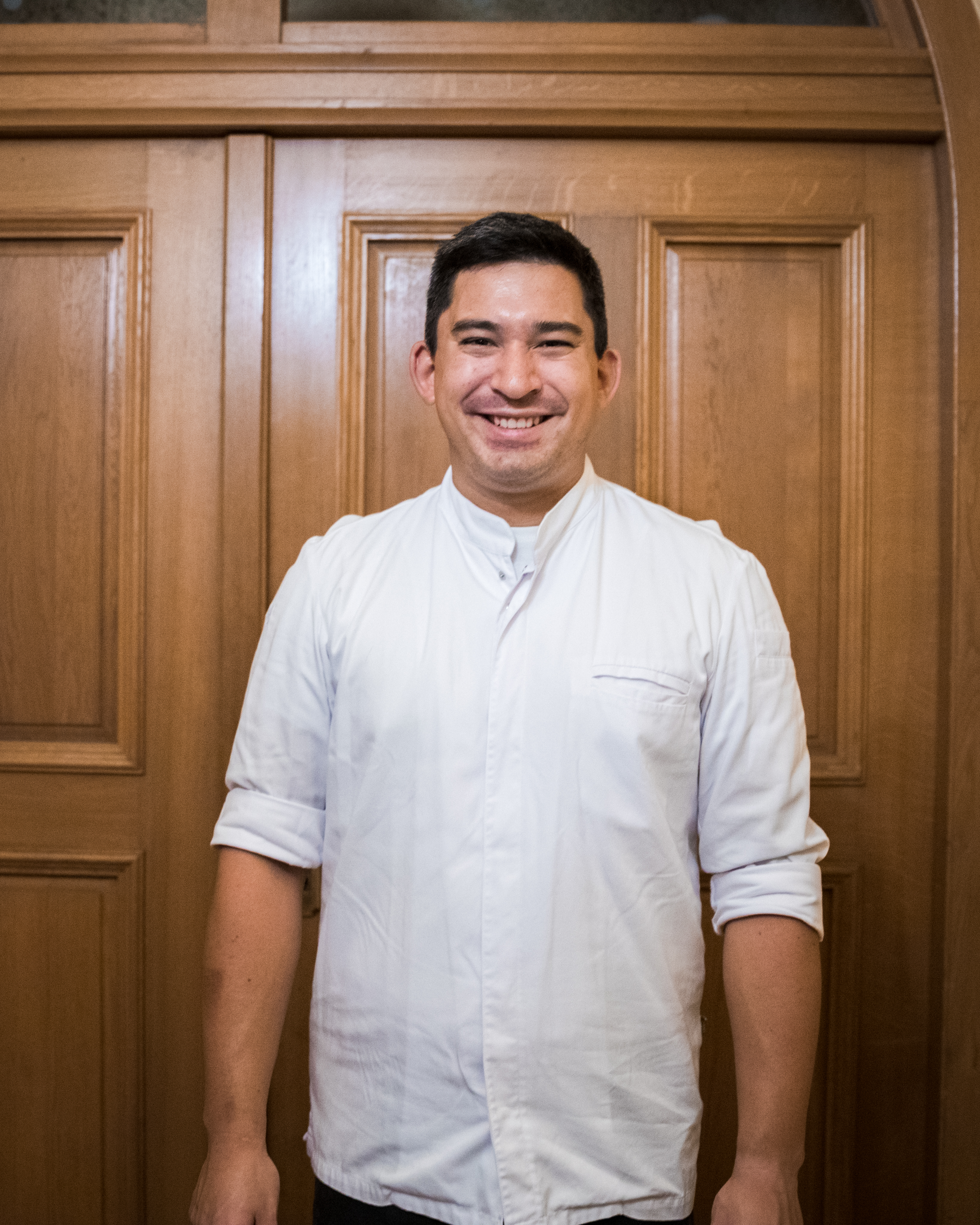
Tohru Nakamura (* 1983)

- Nakamura, Tokihiro (* 1960), japanischer Politiker
- Nakamura, Toshimaru (* 1966), japanischer Improvisationsmusiker (Gitarre, Elektronik)
- Nakamura, Tōya (* 2000), japanischer Fußballspieler
- Nakamura, Tsuko (* 1943), japanischer Astronom
- Nakamura, Tsune (1887–1924), japanischer Maler der Yōga-Richtung
- Nakamura, Yasushi (* 1982), japanischer Jazzmusiker (Kontrabass)
- Nakamura, Yoshiki (* 1969), japanische Manga-Zeichnerin
- Nakamura, Yoshio (* 1970), japanischer Judoka
- Nakamura, Yoshirō (* 1979), japanischer Fußballspieler
- Nakamura, Yugo (* 1970), japanischer Webdesigner
- Nakamura, Yūichi (* 1980), japanischer Synchronsprecher
- Nakamura, Yuki (* 1987), japanischer Fußballspieler
- Nakamura, Yukimasa (* 1972), japanischer Judoka
- Nakamura, Yurika (* 1986), japanische Langstreckenläuferin
- Nakamura, Yusuke (* 1952), japanischer Genetiker und Krebsforscher
- Nakamura, Yūsuke (* 1986), japanischer Fußballspieler
- Nakamura, Yūto (* 1997), japanischer nordischer Skisportler
- Nakamura, Yūya (* 1986), japanischer Fußballspieler
- Nakamura, Yūya (* 1987), japanischer Fußballspieler
- Nakamure, Sadanori (* 1933), japanischer Jazzmusiker
- Nakamuta, Kuranosuke (1837–1916), japanischer Vizeadmiral

#### Nakan
- Nakane, Chie (1926–2021), japanische Kulturanthropologin
- Nakane, Hiroshi (1925–2018), japanischer Maler im Yōga-Stil
- Nakang, Perina Lokure (* 2003), südsudanesische Leichtathletin
- Nakanishi, Eisuke (* 1973), japanischer Fußballspieler
- Nakanishi, Hidetoshi (* 1958), japanischer Judoka
- Nakanishi, Hiroaki (1946–2021), japanischer Manager
- Nakanishi, Kazuo (1922–2003), japanischer Yakuza und Anführer von Yamaguchi-gumi
- Nakanishi, Kōji (1925–2019), japanischer Chemiker
- Nakanishi, Michi (1913–1991), japanische Hürdenläuferin und Sprinterin
- Nakanishi, Norimasa (* 1991), japanischer Fußballspieler
- Nakanishi, Rei (1938–2020), japanischer Erzähler und Liedtexter
- Nakanishi, Shigetada (* 1942), japanischer Neurowissenschaftler
- Nakanishi, Susumu (* 1929), japanischer vergleichender Literaturwissenschaftler
- Nakanishi, Taku (* 1972), japanischer Freestyle-Skisportler
- Nakanishi, Tetsuo (* 1969), japanischer Fußballspieler
- Nakanishi, Tomoya (* 1994), japanischer Fußballspieler
- Nakanishi, Yōsuke (* 1979), japanischer Badmintonspieler
- Nakanishi, Yūko (* 1981), japanische Schwimmerin
- Nakano, Arisa (* 2005), japanische Filmschauspielerin und ModelArisa Nakano (* 2005)

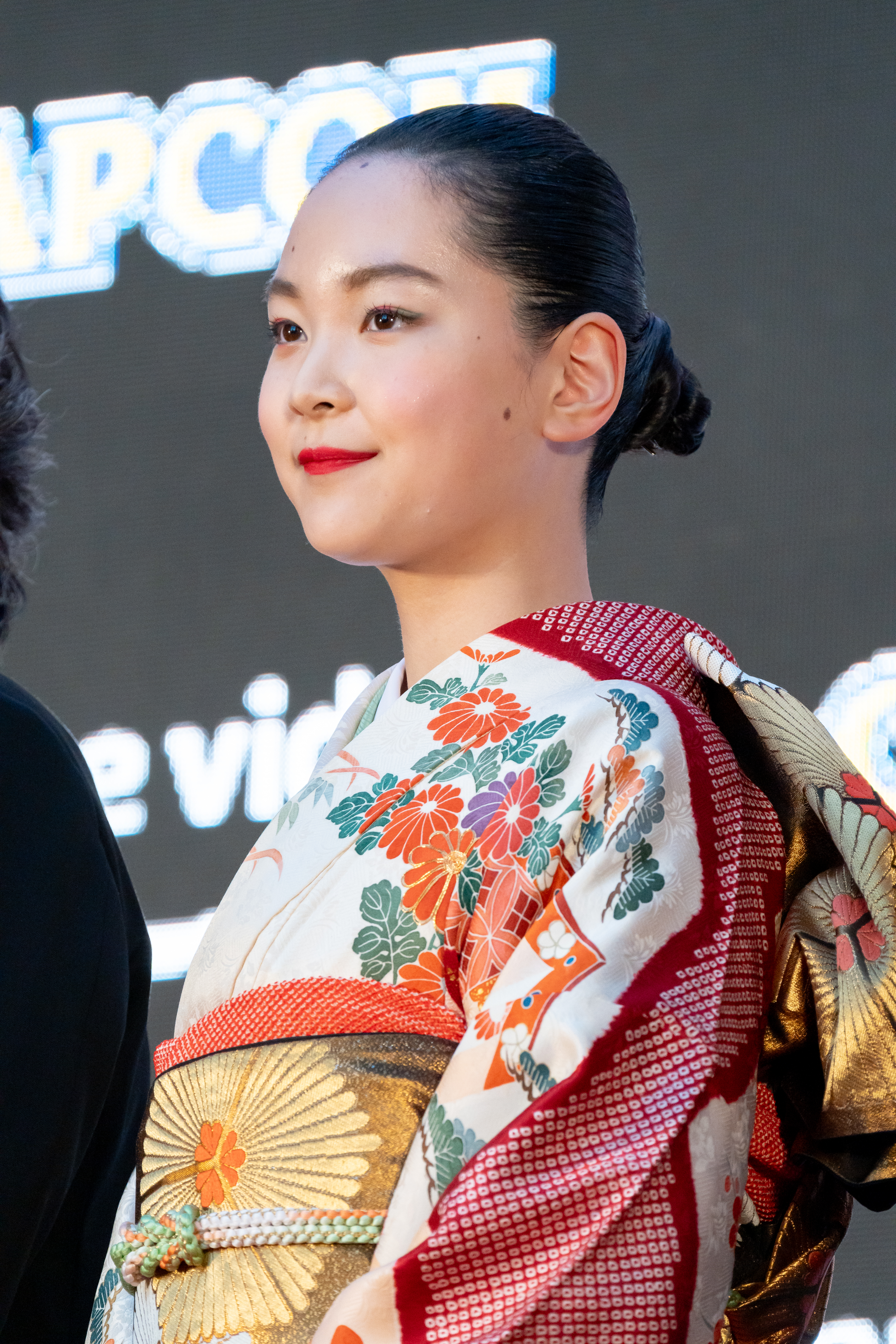
Arisa Nakano (* 2005)

- Nakano, Bull (* 1968), japanische Golferin und ehemalige Wrestlerin
- Nakano, Cristina (* 1970), brasilianische Badmintonspielerin
- Nakano, Daisuke (* 1982), japanischer Kunstturner
- Nakano, Francis Xavier Hiroaki (* 1951), japanischer Geistlicher, römisch-katholischer Bischof von Kagoshima
- Nakano, Haruka (* 1996), japanische Hochspringerin
- Nakano, Hideki (* 1952), japanischer nordischer Kombinierer
- Nakano, Hiroshi (* 1983), japanischer Fußballspieler
- Nakano, Hiroyuki (* 1958), japanischer Musikvideo- und Filmregisseur
- Nakano, Hitomi (* 1990), japanische Weitspringerin
- Nakano, Kansei (* 1940), japanischer Politiker
- Nakano, Katsuya (* 1996), japanischer Fußballspieler
- Nakano, Kei (* 1988), japanischer Fußballspieler
- Nakano, Keiichirō (* 1976), japanischer Fußballspieler
- Nakano, Keita (* 2002), japanischer Fußballspieler
- Nakano, Kōhei (* 2003), japanischer Fußballspieler
- Nakano, Kōichi (* 1955), japanischer Bahnradsportler
- Nakano, Kōji (1925–2004), japanischer Schriftsteller und Germanist
- Nakano, Kojirō (* 1999), japanischer Fußballspieler
- Nakano, Manami (* 1986), japanische Fußballspielerin
- Nakano, Masaharu (* 1979), japanischer Mittelstreckenläufer
- Nakano, Masaomi (* 1996), japanischer Fußballspieler
- Nakano, Mitsutoshi (1935–2019), japanischer Literaturhistoriker
- Nakano, Ryo (* 1999), japanischer Fußballspieler
- Nakano, Ryōtarō (* 1988), japanischer Fußballspieler
- Nakano, Ryuma (* 2002), japanischer Fußballspieler
- Nakano, Seigō (1886–1943), japanischer Politiker
- Nakano, Seiya (* 1995), japanischer Fußballspieler
- Nakano, Shigeharu (1902–1979), japanischer Schriftsteller
- Nakano, Shingo (* 2004), japanischer Fußballspieler
- Nakano, Shinji (* 1971), japanischer Formel-1-FahrerShinji Nakano (* 1971)

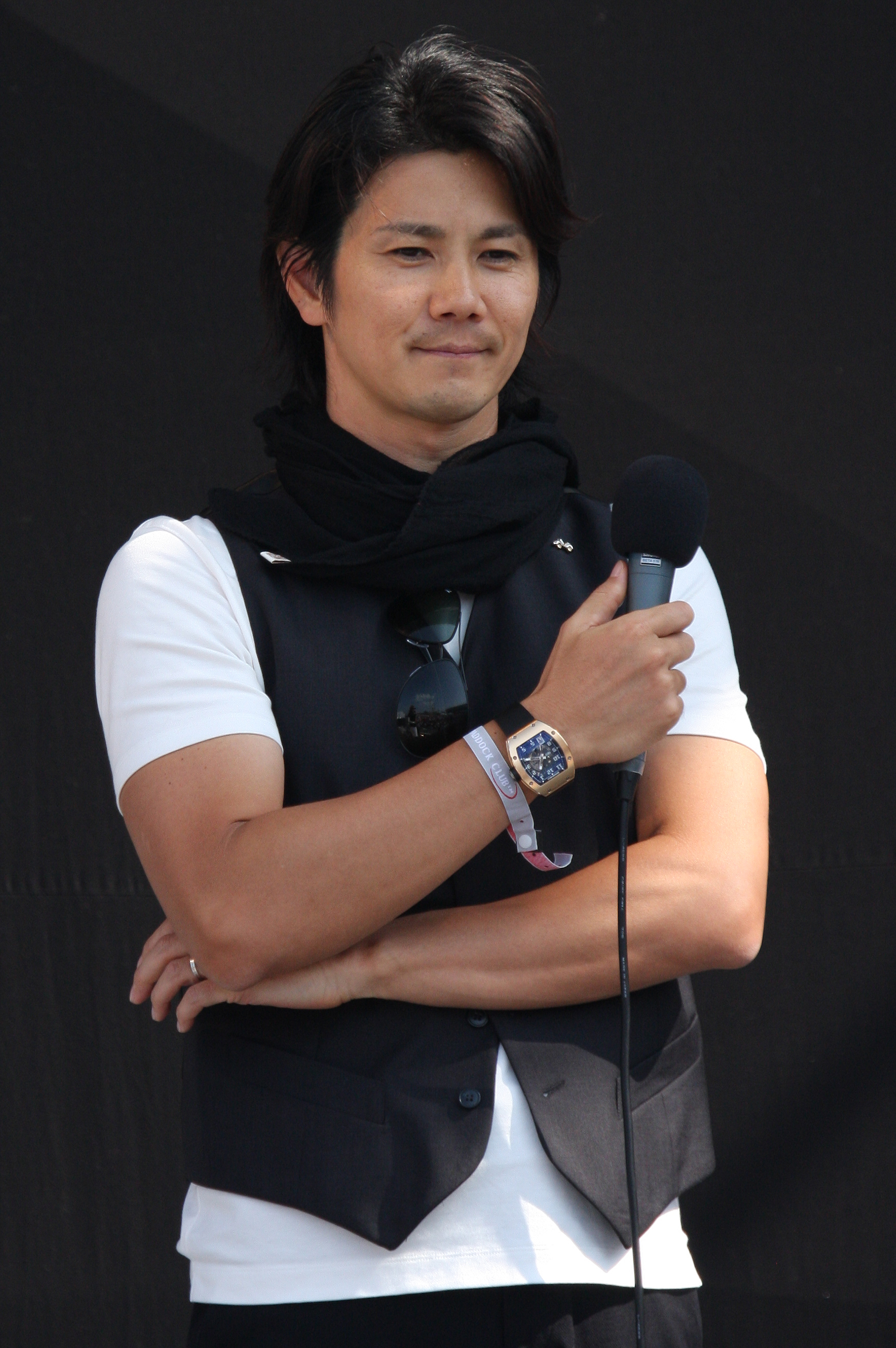
Shinji Nakano (* 1971)

- Nakano, Shinji (* 1999), japanischer Radrennfahrer
- Nakano, Shin’ya (* 1977), japanischer Motorradrennfahrer
- Nakano, Shin’ya (* 2003), japanischer Fußballspieler
- Nakano, Shizuka (* 1969), japanische Manga-Zeichnerin
- Nakano, Shūto (* 2000), japanischer Fußballspieler
- Nakano, Takao, japanischer Spieleentwickler
- Nakano, Takao (* 1962), japanischer Regisseur und Drehbuchautor
- Nakano, Takeko (1847–1868), japanischer Kämpferinnen der Aizu-ÄraundNakano Takeko (1847–1868)

Nakano Takeko (1847–1868)

- Nakano, Teruko (* 1965), japanische Beachvolleyballspielerin
- Nakano, Tomonori (1887–1965), japanischer Unternehmer, Gründer des Nisso-Konzerns
- Nakano, Yoshihiro (* 1993), japanischer Fußballspieler
- Nakano, Yoshio (1903–1985), japanischer Literaturwissenschaftler und Übersetzer
- Nakano, Yukari (* 1985), japanische Eiskunstläuferin
- Nakano, Yūsuke, japanischer Spieleentwickler und -Illustrator
- Nakano, Yūta (* 1989), japanischer Fußballspieler
- Nakanoshima, Kin’ichi (1904–1984), japanischer Komponist

#### Nakao
- Nakao, Akimasa (* 1948), japanischer Chirurg
- Nakao, Kōji (* 1981), japanischer Fußballspieler
- Nakao, Kōtarō (* 1969), japanischer Fußballspieler
- Nakao, Kumaki (1899–1975), japanischer Unternehmer in Brasilien
- Nakao, Shūichi (* 1979), japanischer Badmintonspieler
- Nakao, Tsuyoshi (* 1983), japanischer Fußballspieler
- Nakaoka, Maiko (* 1985), japanische Fußballspielerin
- Nakaoka, Ryōta (* 1989), japanischer Fußballspieler
- Nakaoka, Shintarō (1838–1867), japanischer Samurai

#### Nakar
- Nakarai, Bokuyō (1607–1679), japanischer Arzt und Dichter in der frühen Edo-Zeit
- Nakarai, Shigeyuki (* 2002), japanischer Breakdancer
- Nakarai, Tōsui (1861–1926), japanischer Schriftsteller
- Nakarawa, Leone (* 1988), fidschianischer Rugbyspieler
- Nakari, Harry (* 1955), finnischer Skispringer
- Nakarin Fuplook (* 1983), thailändischer Fußballspieler
- Nakarjakow, Sergei Michailowitsch (* 1977), russischer TrompeterSergei Michailowitsch Nakarjakow (* 1977)

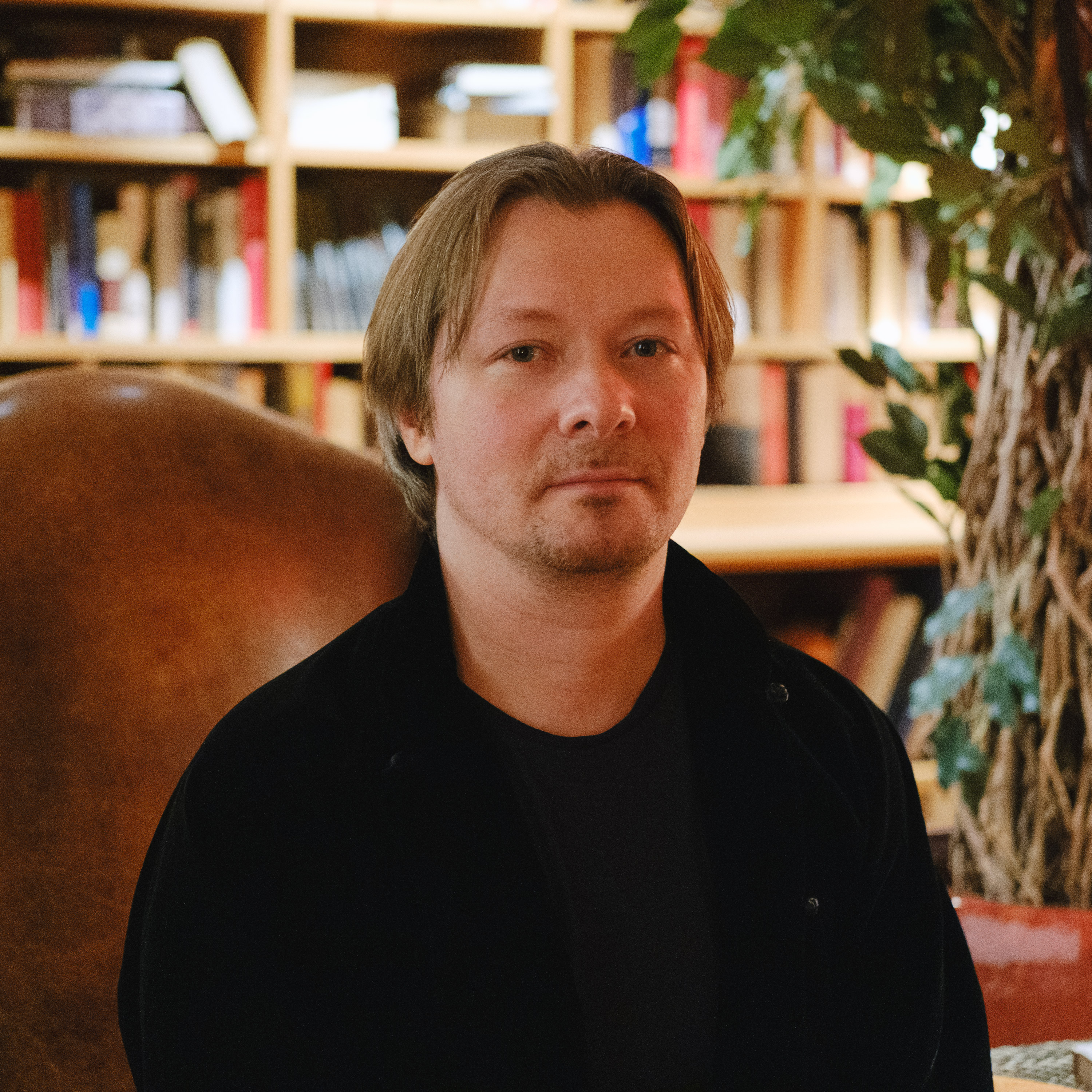
Sergei Michailowitsch Nakarjakow (* 1977)

#### Nakas
- Nakas, Audrius (* 1967), litauischer Schauspieler und Politiker, Mitglied des Seimas
- Nakas, Nikolaos (* 1982), deutscher Fußballspieler
- Nakas, Stelios (* 1994), griechischer Fußballspieler
- Nakasa, Nat (1937–1965), südafrikanischer Journalist und Schriftsteller
- Nakasaka, Yūya (* 1997), japanischer Fußballspieler
- Nakasato, Yū (* 1994), japanische Fußballspielerin
- Nakasawa, Takeo (1913–1946), japanischer Mathematiker
- Nakase, Natalie (* 1980), US-amerikanische Basketballspielerin und -trainerin
- Nakashima, Akiko (* 1977), japanische Badmintonspielerin
- Nakashima, Brandon (* 2001), US-amerikanischer TennisspielerBrandon Nakashima (* 2001)

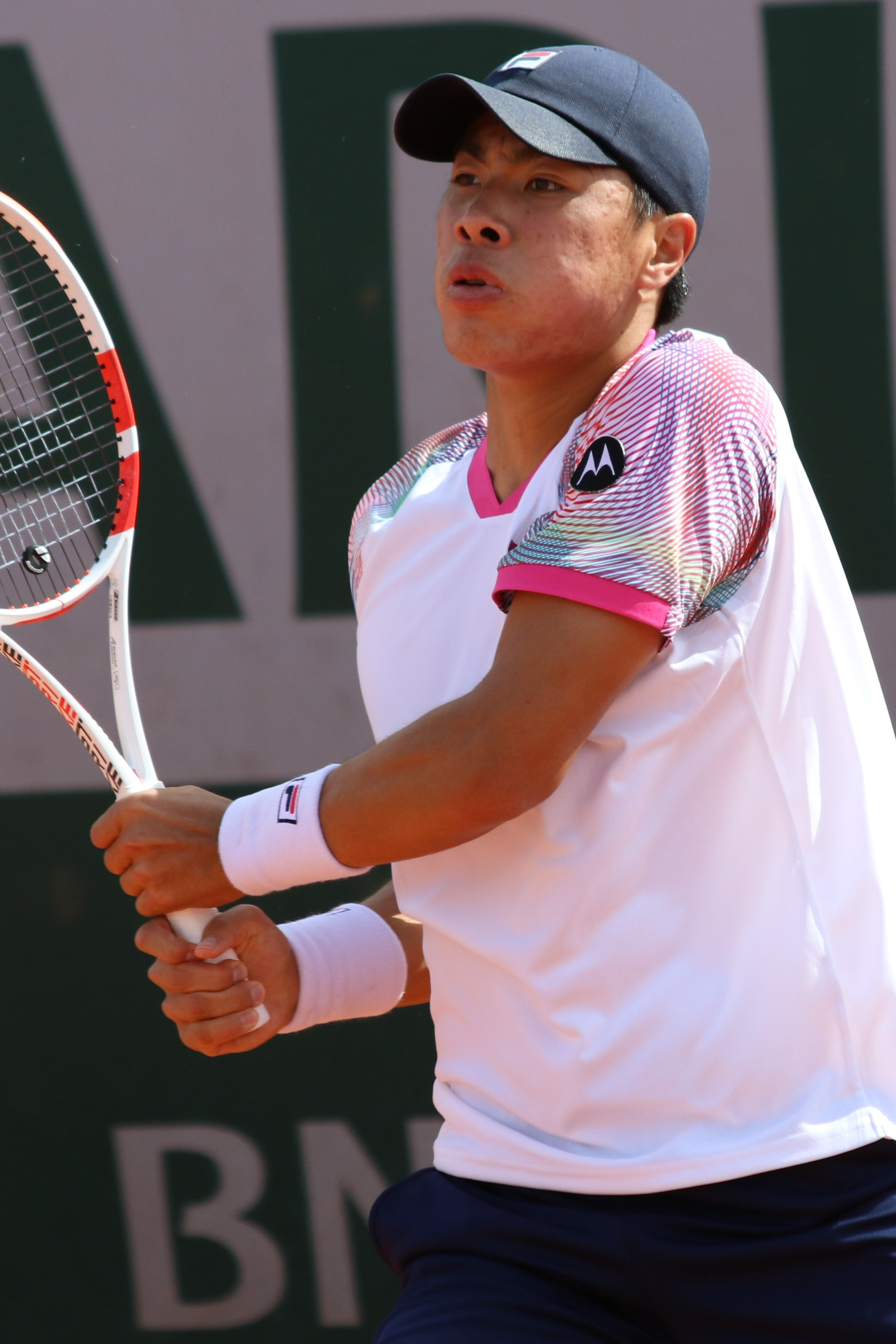
Brandon Nakashima (* 2001)

- Nakashima, Bryce (* 2004), US-amerikanischer Tennisspieler
- Nakashima, George (1905–1990), US-amerikanischer Architekt, Designer und Möbeltischler japanischer Herkunft
- Nakashima, Hiromi (* 1993), japanischer Fußballspieler
- Nakashima, Kensei (* 1996), japanischer Fußballspieler
- Nakashima, Kōhei (* 1989), japanischer Fußballspieler
- Nakashima, Mika (* 1983), japanische Sängerin, Model und Schauspielerin
- Nakashima, Miyu (* 2001), japanische Tennisspielerin
- Nakashima, Reiko, japanische Badmintonspielerin
- Nakashima, Shiho (* 1978), japanische Snowboarderin
- Nakashima, Taika (* 2002), japanischer Fußballspieler
- Nakashima, Taiki (* 1995), japanischer Fußballspieler
- Nakashima, Takeshi (* 1976), japanischer Fußballspieler
- Nakashima, Tetsuya (* 1959), japanischer Regisseur
- Nakashima, Yūdai (* 1984), japanischer Fußballspieler
- Nakashima, Yūki (* 1984), japanischer Fußballspieler
- Nakashima, Yuki (* 1997), japanisches Model, Seiyū und Popsängerin
- Nakashio, Daiki (* 1997), japanischer Fußballspieler
- Nakasian, Stephanie (* 1954), US-amerikanische Jazzsängerin
- Nakasone, Hirofumi (* 1945), japanischer Politiker
- Nakasone, Paul (* 1963), US-amerikanischer General (United States Army); Oberbefehlshaber des USCYBERCOM; Direktor der National Security Agency und des Central Security Service
- Nakasone, Yasuhiro (1918–2019), 45. Premierminister von Japan

#### Nakat
- Nakat, Lothar (1925–2020), deutscher Jazz- und Unterhaltungsmusiker (Altsaxophon, Klarinette, Komposition)
- Nakata, Hideo (* 1961), japanischer Filmproduzent, Autor und Regisseur
- Nakata, Hidetoshi (* 1977), japanischer FußballspielerHidetoshi Nakata (* 1977)

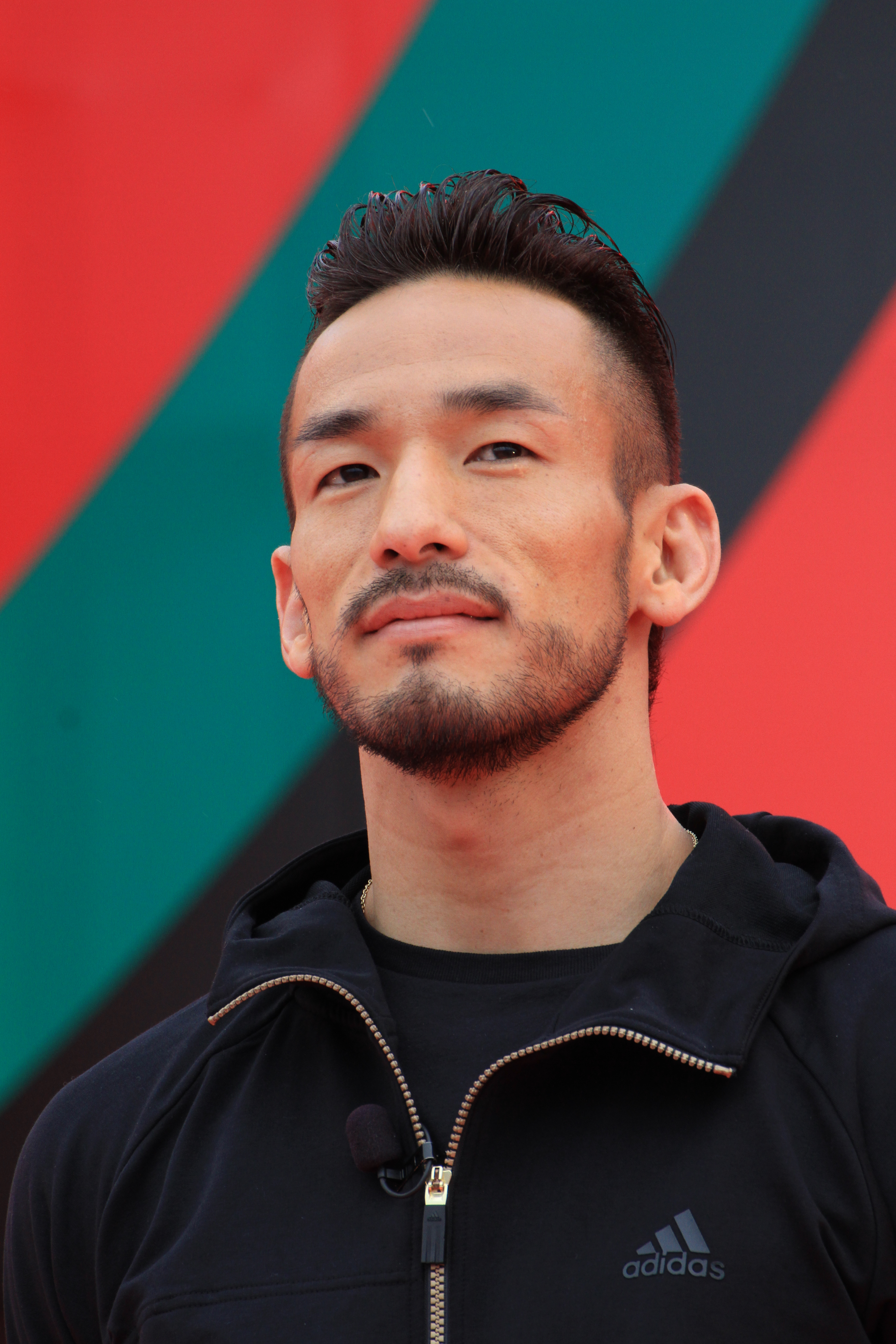
Hidetoshi Nakata (* 1977)

- Nakata, Hitoshi (* 1962), japanischer Fußballspieler
- Nakata, Ichizō (* 1973), japanischer Fußballspieler
- Nakata, Kentarō (* 1989), japanischer Fußballspieler
- Nakata, Kōji (* 1979), japanischer Fußballspieler
- Nakata, Shigeo (* 1945), japanischer Ringer
- Nakata, Yōsuke (* 1981), japanischer Fußballspieler
- Nakata, Yudai (* 2003), japanischer Fußballspieler
- Nakata, Yuki (* 1977), japanische Siebenkämpferin
- Nakatani, Gen (* 1957), japanischer Politiker
- Nakatani, Kiyoshi (* 1991), japanischer Fußballspieler
- Nakatani, Michiko (* 1981), japanische Künstlerin
- Nakatani, Miki (* 1976), japanische Schauspielerin und Sängerin
- Nakatani, Nio (* 1987), japanische Mangaka
- Nakatani, Shinnosuke (* 1996), japanischer Fußballspieler
- Nakatani, Tai (1909–1993), japanischer Maler
- Nakatani, Takehide (* 1941), japanischer Judoka
- Nakatani, Tatsuya (* 1970), japanischer Jazz- und Improvisationsmusiker (Perkussion)
- Nakatani, Yūsuke (* 1978), japanischer Fußballspieler
- Nakate, Vanessa (* 1996), ugandische KlimaschutzaktivistinVanessa Nakate (* 1996)

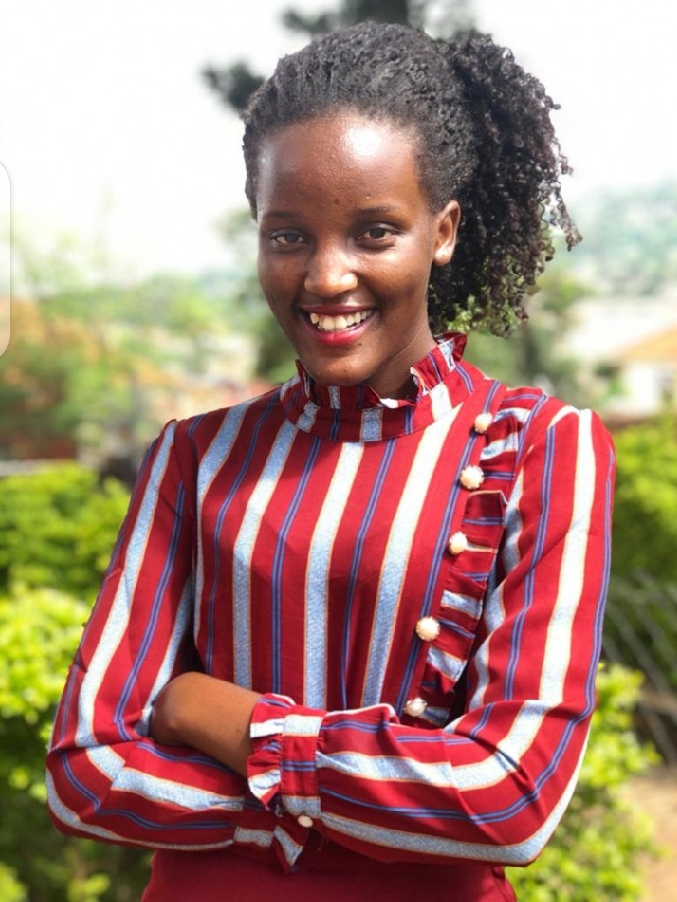
Vanessa Nakate (* 1996)

- Nakatenus, Wilhelm (1617–1682), deutscher Jesuit, Hofprediger und geistlicher Schriftsteller
- Nakath, Detlef (1949–2021), deutscher Historiker
- Nakath, Kurt-Bernhard (* 1949), deutscher Sanitätsoffizier; Inspekteur des Sanitätsdienstes der Bundeswehr
- Nakatsu, Nobuo, japanischer Skispringer
- Nakatsuji, Hiroshi (* 1943), japanischer theoretischer Chemiker (Quantenchemie)
- Nakatsuka, Ikkō (* 1965), japanischer Politiker
- Nakatsuka, Ippekirō (1887–1946), japanischer Haiku-Dichter
- Nakatsukasa, japanische Waka-Dichterin
- Nakatsuru, Shōgo (* 1987), japanischer Fußballspieler

#### Nakau
- Nakauchi, Hiromitsu (* 1952), japanischer Arzt und Mediziner
- Nakaura, Julião (1568–1633), japanischer Christ und Märtyrer

#### Nakav
- Nakav, Shahar (* 1997), israelische Fußballspielerin

#### Nakay
- Nakaya, Fujiko (* 1933), japanische Bildhauerin und Installationskünstlerin
- Nakaya, Riki (* 1989), japanischer Judoka
- Nakaya, Ukichirō (1900–1962), japanischer Physiker und Wissenschafts-Essayist
- Nakayama Masatoshi (1913–1987), japanischer Meister des Karate-DōNakayama Masatoshi (1913–1987)

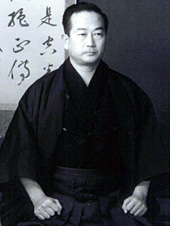
Nakayama Masatoshi (1913–1987)

- Nakayama, Akinori (1943–2025), japanischer Kunstturner
- Nakayama, Bunjūrō (* 1964), japanischer Autor
- Nakayama, Chikako (* 1975), japanische Badmintonspielerin
- Nakayama, Eduardo (* 1979), paraguayischer Politiker, Senator
- Nakayama, Eiko (* 1970), japanische Skeletonpilotin
- Nakayama, Funa (* 2005), japanische Skateboarderin
- Nakayama, Genki (* 1981), japanischer Fußballspieler
- Nakayama, Gishū (1900–1969), japanischer Schriftsteller
- Nakayama, Hakudō (1873–1958), japanischer Meister verschiedener Kampfkünste
- Nakayama, Heijirō (1871–1956), japanischer Pathologe und Archäologe
- Nakayama, Hiroki (* 1985), japanischer Fußballspieler
- Nakayama, Hiroko (* 1945), japanische Politikerin
- Nakayama, Ichirō (1898–1980), japanischer Wirtschaftswissenschaftler
- Nakayama, Iwata (1895–1949), japanischer Fotograf
- Nakayama, Kaho (* 1998), japanische Handballspielerin
- Nakayama, Kaiho (* 1993), japanischer Fußballspieler
- Nakayama, Katsuhiro (* 1996), japanischer Fußballspieler
- Nakayama, Kōta (* 2002), japanischer Fußballspieler
- Nakayama, Kyōko (* 1940), japanische Politikerin
- Nakayama, Masa (1891–1976), japanische Politikerin
- Nakayama, Masashi (* 1967), japanischer Fußballspieler
- Nakayama, Masato (* 1992), japanischer Fußballspieler
- Nakayama, Miho (* 1970), japanische Sängerin, Schauspielerin und Musikerin
- Nakayama, Miki (1798–1887), japanische Religionsgründerin
- Nakayama, Nagomi (* 2004), japanische Skispringerin
- Nakayama, Nariaki (* 1943), japanischer Politiker
- Nakayama, Noboru (* 1987), japanischer Fußballspieler
- Nakayama, Noriko (* 1943), japanische Badmintonspielerin
- Nakayama, Noriyuki (1932–2010), japanischer Go-Spieler
- Nakayama, Riku (* 2001), japanischer Fußballspieler
- Nakayama, Satoshi (* 1981), japanischer Fußballspieler
- Nakayama, Shimpei (1887–1952), japanischer Liederkomponist
- Nakayama, Shōji, japanischer Jazzmusiker
- Nakayama, Sohei (1906–2005), japanischer Bankmanager
- Nakayama, Tadamitsu (1845–1864), japanischer Hofadeliger und Shogunats-Gegner
- Nakayama, Tadashi (1912–1964), japanischer Mathematiker
- Nakayama, Tadayasu (1809–1888), japanischer Adeliger
- Nakayama, Takashi (1893–1978), japanischer Maler im Yōga-Stil
- Nakayama, Takeyuki (* 1959), japanischer Marathonläufer
- Nakayama, Tosiwo (1931–2007), mikronesischer Politiker
- Nakayama, Yoshiko (1836–1907), japanische HofdameNakayama Yoshiko (1836–1907)

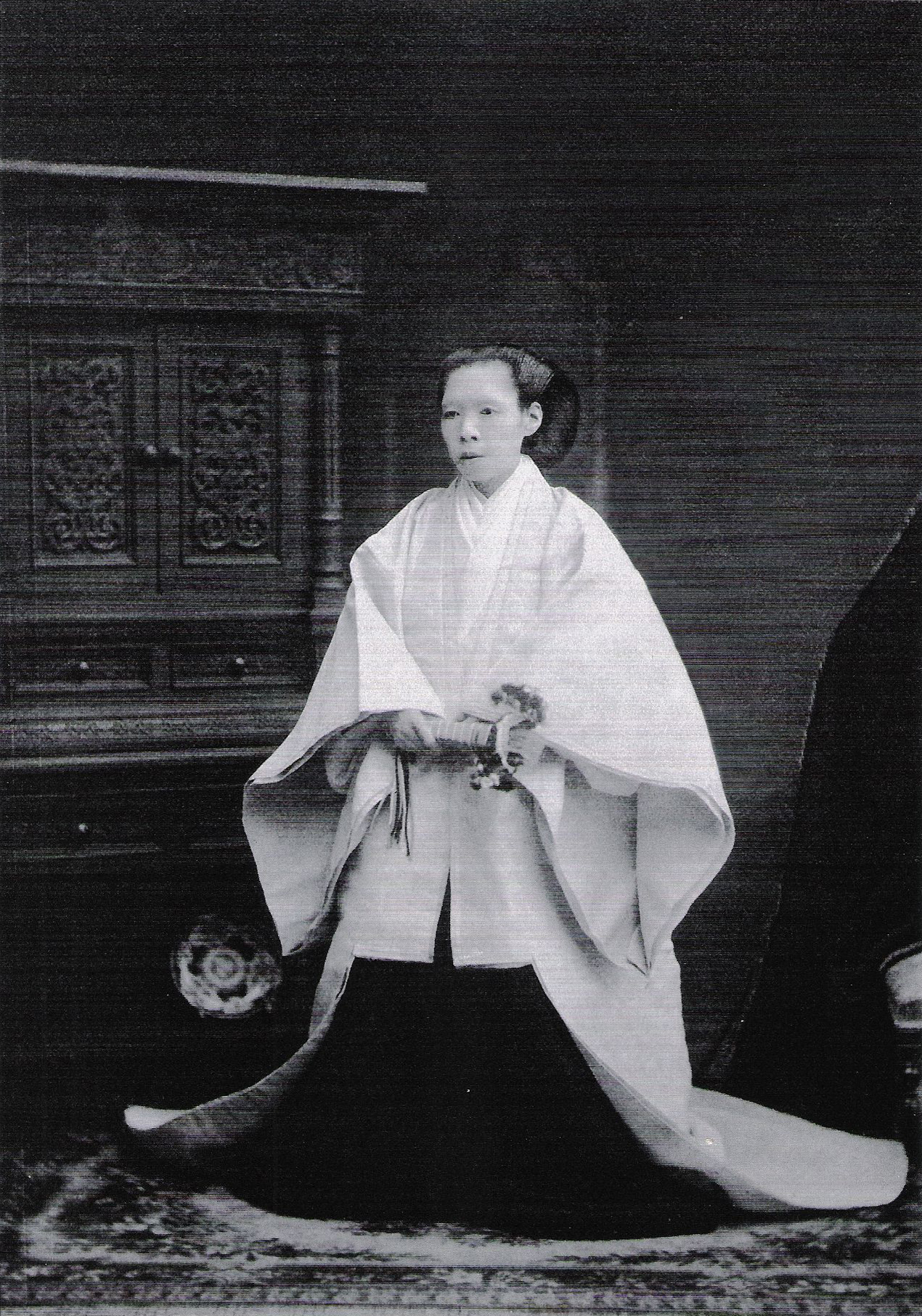
Nakayama Yoshiko (1836–1907)

- Nakayama, Yūichi (* 1991), japanischer Automobilrennfahrer
- Nakayama, Yūki (* 1987), japanischer Automobilrennfahrer
- Nakayama, Yūki (* 1994), japanischer Fußballspieler
- Nakayama, Yūta (* 1997), japanischer Fußballspieler
- Nakayama, Yūto (* 1991), japanischer Fußballspieler
- Nakayama-Ziegler, Kimiko (* 1948), literarische Übersetzerin und Universitätsdozentin
- Nakayashiki, Yūshi (* 1997), japanischer Eishockeyspieler
- Nakayoshi, Yūji (* 1972), japanischer Fußballspieler

#### Nakaz
- Nakazato, Kaizan (1885–1944), japanischer Schriftsteller
- Nakazato, Kōichi (* 1973), japanischer Fußballspieler
- Nakazato, Kōji (* 1982), japanischer Fußballspieler
- Nakazato, Takahiro (* 1990), japanischer Fußballspieler
- Nakazato, Tsuneko (1909–1987), japanische Schriftstellerin
- Nakazawa, Dōni (1725–1803), japanischer Lehrer einer philosophischen Richtung
- Nakazawa, Hiromitsu (1874–1964), japanischer Maler
- Nakazawa, Kazuto (* 1968), japanischer Regisseur, Animator und Charakterdesigner
- Nakazawa, Keiji (1939–2012), japanischer Manga-Zeichner
- Nakazawa, Masataka (* 1952), japanischer Physiker
- Nakazawa, Sae (* 1983), japanische Judoka
- Nakazawa, Sōta (* 1982), japanischer Fußballspieler
- Nakazawa, Tomohide (* 1980), japanischer Fußballspieler
- Nakazawa, Yonetarō (1903–1984), japanischer Stabhochspringer und Zehnkämpfer
- Nakazawa, Yūji (* 1978), japanischer Fußballspieler

### Nakc
- Nakchbandi, Inaam (* 1967), deutsche Immunologin
- Nakchounian, Gregoire, belarussischer Jazz- und Unterhaltungsmusiker (Klarinette, Saxophon, Orchesterleitung)

### Nake
- Nake, Albin (1888–1947), österreichischer Infanterieoffizier, zuletzt Generalleutnant im Zweiten Weltkrieg
- Nake, Frieder (* 1938), deutscher Mathematiker, Informatiker und Pionier der Computerkunst
- Naked Cowboy (* 1970), US-amerikanischer StraßenmusikerNaked Cowboy (* 1970)

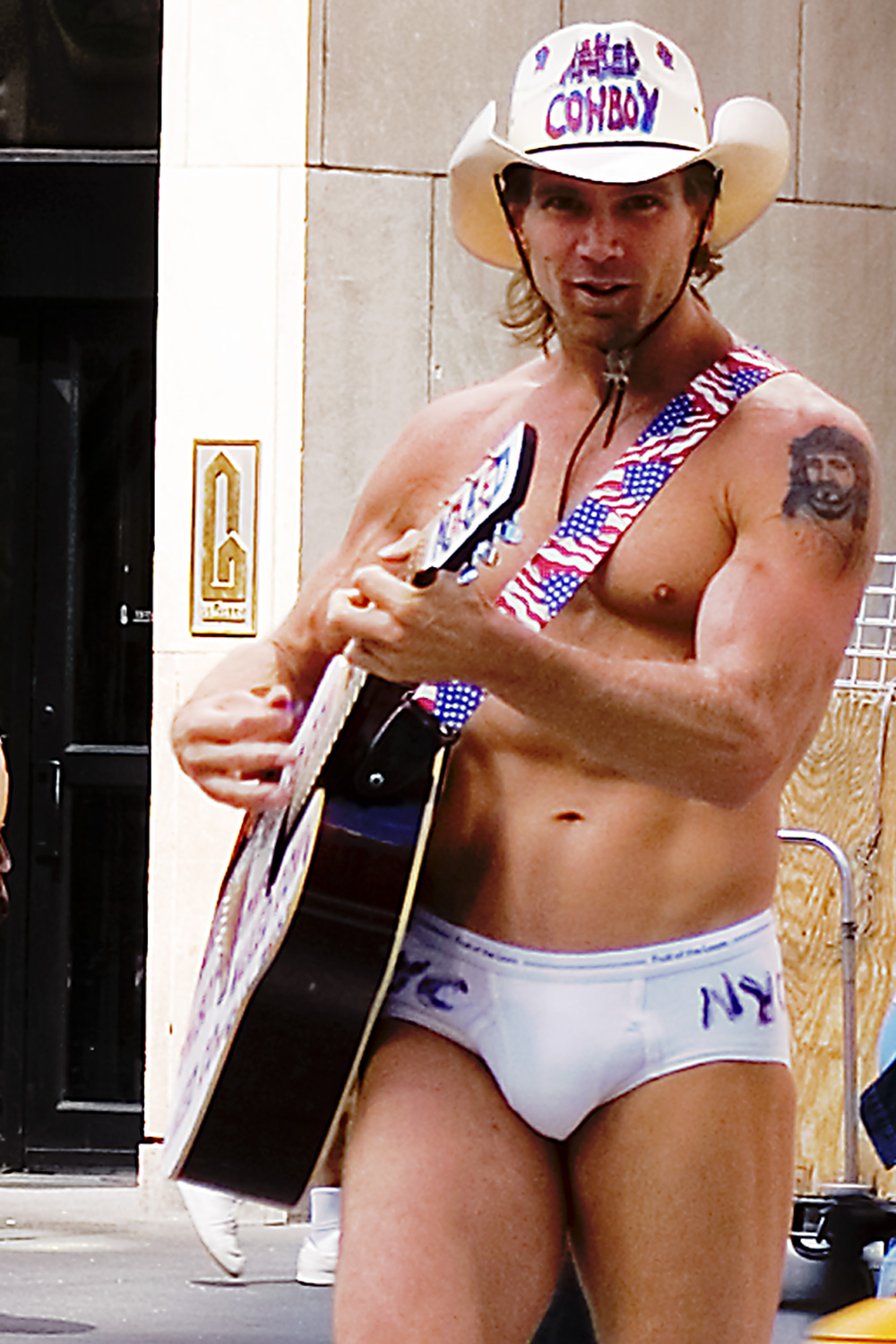
Naked Cowboy (* 1970)

- Naked, Bif (* 1971), kanadische Punkrock-Sängerin
- Näkel, Werner (* 1953), deutscher Winzer
- Naker, Abdullah, libyscher Vorsitzender des Revolutionsrates

### Nakh
- Nakhare, Amélia, mosambikanische Wirtschaftswissenschaftlerin und Politikerin (FRELIMO)
- Nakhid, David (* 1964), Fußballspieler und Politiker aus Trinidad und Tobago
- Nakhli, Abir (* 1981), tunesische Mittelstreckenläuferin
- Nakhon Noi, König von Lan Chang
- Nakhooda, Sohail (* 1970), jordanischer Journalist

### Naki
- Naki, Deniz (* 1989), deutscher FußballspielerDeniz Naki (* 1989)

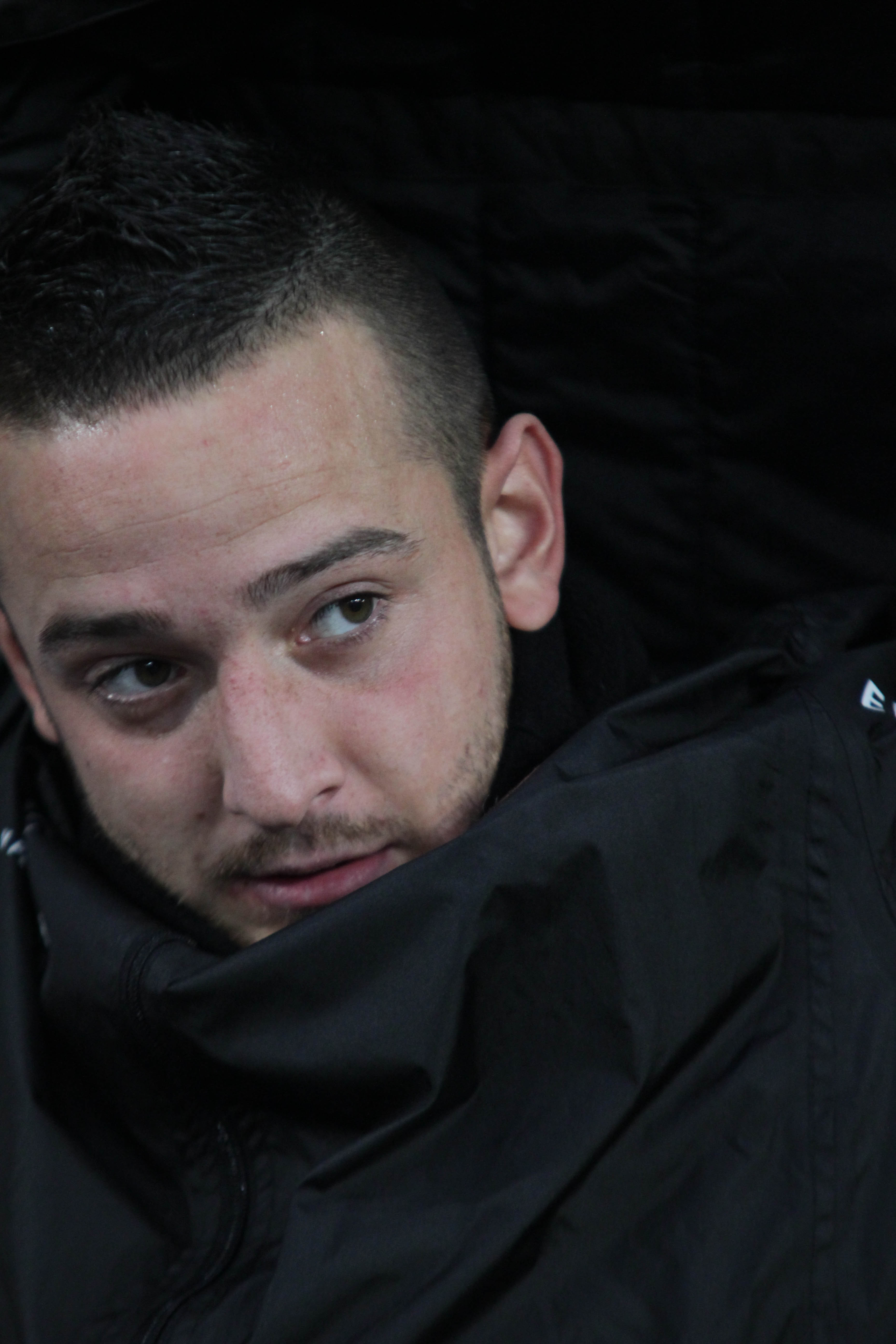
Deniz Naki (* 1989)

- Naki, Hamilton (1926–2005), südafrikanischer Chirurg
- Nakić, Ivo (* 1966), kroatischer Basketballspieler
- Nakić, Marijan (* 1952), deutscher Schriftsteller
- Nakić, Mario (* 2001), serbisch-kroatischer Basketballspieler
- Nakielski, Samuel (1584–1652), Chorherr und Priester in Polen
- Nakin Wisetchat (* 1999), thailändischer Fußballspieler
- Nakiyingi, Edith (* 1968), ugandische Leichtathletin

### Nakk
- Nakkach, Élodie (* 1995), marokkanische Fußballspielerin
- Nakkasem, Anuwat (* 1991), thailändischer Fußballspieler
- Nakkashian, Mihran (1850–1944), armenischer Publizist
- Nakken, Marius (* 1993), norwegischer Automobilrennfahrer
- Nakken, Willem Carel (1835–1926), niederländischer Maler, Zeichner und Aquarellist
- Nakkim, Are (* 1964), norwegischer Leichtathlet

### Nakl
- Naklab, Anna (* 1993), deutsche Sängerin und SongwriterinAnna Naklab (* 1993)

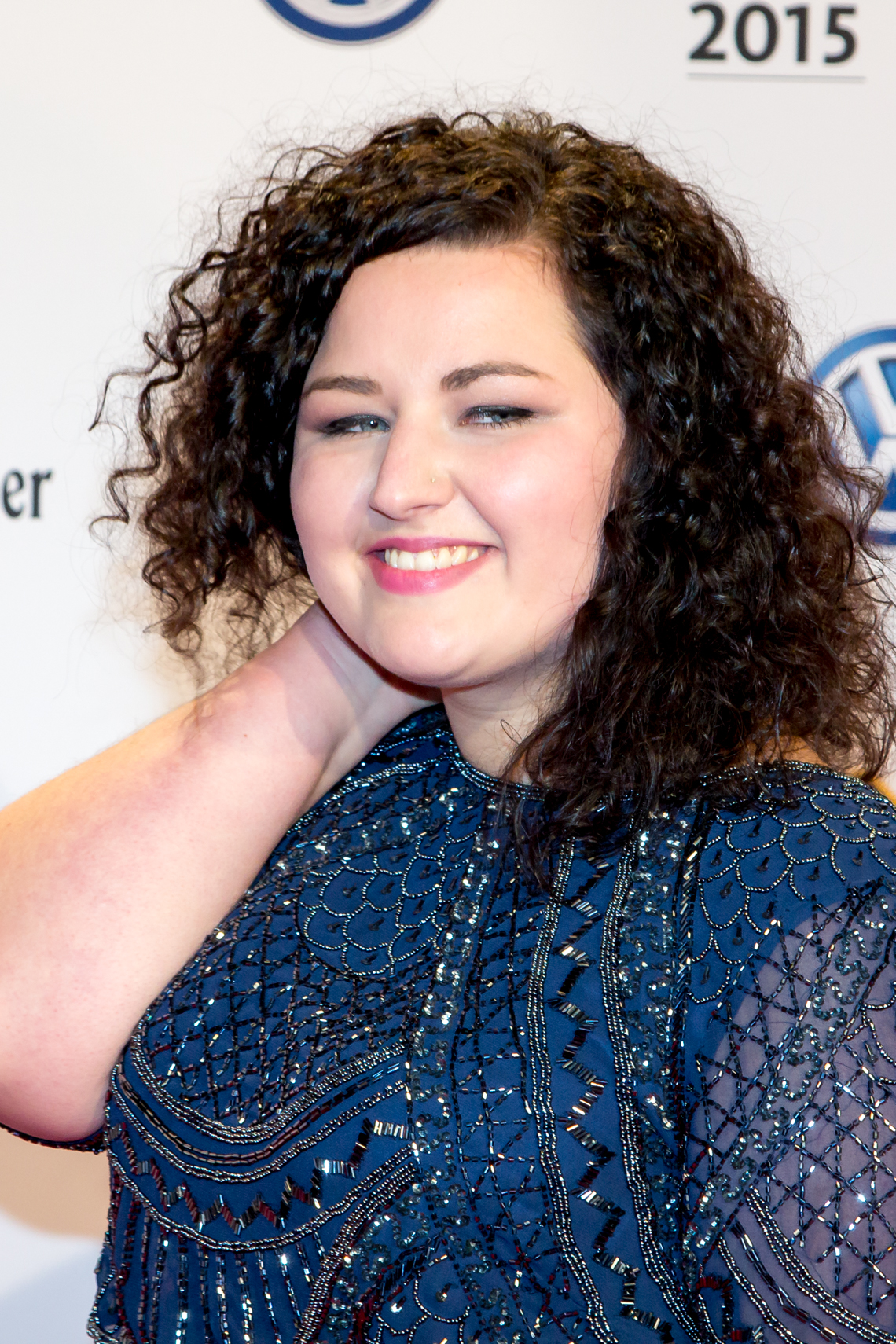
Anna Naklab (* 1993)

- Nakladal, Edgar (* 1961), deutscher Sprinter
- Nakládal, Jakub (* 1987), tschechischer Eishockeyspieler
- Nakládalová, Šárka (* 1985), tschechische Beachvolleyballspielerin
- Naklo, Thasaporn (* 2001), thailändische Tennisspielerin

### Nako
- Nákó, Alexander (1785–1848), ungarischer Adliger
- Nako, Christoph (1745–1800), ungarischer Großgrundbesitzer, Kaufmann und Mäzen mit mazedonischen Wurzeln
- Nako, Claudine Mboligikpelani, US-amerikanische Schauspielerin und Synchronsprecherin
- Nákó, Sándor (1871–1923), ungarischer Politiker und Gouverneur von Fiume
- Nakon, Samtherrscher der Abodriten
- Nakonetschna, Lada (* 1981), ukrainische Künstlerin und Bildhauerin
- Nakonetschnyj, Jewhen (1931–2006), ukrainischer Historiker, Bibliotheks- und Sprachwissenschaftler
- Nakonz, Christian (1936–2023), deutscher Botschafter
- Nakonz, Walter (1887–1969), deutscher Bauingenieur und Manager in der Bauindustrie
- Nakorjakow, Wladimir Jeliferjewitsch (1935–2018), russischer Physiker und Hochschullehrer
- Nakou, Lilika († 1989), griechische Schriftstellerin
- Nakoula, Nakoula Basseley (* 1957), ägyptisch-amerikanischer Autor, Produzent und Regisseur
- Nakoulma, Préjuce (* 1987), burkinischer Fußballspieler
- Nakow, Martin (* 2002), bulgarischer Eishockeyspieler
- Nakowa, Dolores (* 1957), bulgarische Ruderin
- Nakowski, Atanas (1925–2014), bulgarischer Schriftsteller

### Naks
- Nakschbandi, Walid (* 1968), afghanisch-deutscher Journalist, Film- und Fernsehproduzent und Manager
- Nakstad, Espen (* 1975), norwegischer Arzt, Forscher und Autor
- Nakstad, Maria Strøm (* 1991), norwegische Skilangläuferin
- Nakszynski, Julius (1829–1891), deutscher Verwaltungsjurist und Bürgermeister

### Naku
- Nakul Pinthong (* 1987), thailändischer Fußballspieler
- Nākums, Jēkabs (* 1972), lettischer Biathlet